# Amici di Maria De Filippi (ventesima edizione, fase iniziale)
La ventesima edizione del talent show musicale Amici di Maria De Filippi è andata in onda nella sua fase iniziale dal 14 novembre 2020 al 13 marzo 2021. Da sabato 20 marzo con la prima puntata in prima serata è iniziata la fase serale di questa edizione. 
Il programma ha avuto inizio con la formazione della classe su Canale 5 con lo speciale del sabato pomeriggio in onda dalle 14:10 alle 16:00 con la conduzione di Maria De Filippi.
Le strisce quotidiane sono andate in onda su Italia 1 dal 16 novembre in fascia preserale dal lunedì al venerdì alle ore 19:00 e dal 9 dicembre anche su Canale 5 in fascia pomeridiana dal lunedì al venerdì alle ore 16:10, per la prima volta senza la presenza dei supporters, sostituiti dalla voce fuori campo di Maria De Filippi. Dal 22 febbraio 2021 il programma è stato reso disponibile anche sulla piattaforma Prime Video, mentre dal 5 marzo sono stati aggiunti contenuti inediti.
La classe è composta da 16 allievi, poi aumentati a 17 (10 cantanti e 7 ballerini), non suddivisi in squadre, motivo per cui possiedono un'unica divisa grigia (durante la fase iniziale) e dorata (durante la corsa al serale) e vivono insieme in una sola casa.

## Corpo docente e concorrenti
Legenda:

 Tute del serale
| Canto                                  | Canto                                  | Canto                                  |                     | Ballo                                                          | Ballo                                                          | Ballo                                                          |
| Professori                             |                                        |                                        |                     |                                                                |                                                                |                                                                |
| - Rudy Zerbi - Arisa - Anna Pettinelli | - Rudy Zerbi - Arisa - Anna Pettinelli | - Rudy Zerbi - Arisa - Anna Pettinelli |                     | - Alessandra Celentano - Lorella Cuccarini - Veronica Peparini | - Alessandra Celentano - Lorella Cuccarini - Veronica Peparini | - Alessandra Celentano - Lorella Cuccarini - Veronica Peparini |
| Concorrenti                            |                                        |                                        |                     |                                                                |                                                                |                                                                |
| Posizione                              | Nome                                   | Disciplina                             |                     | Posizione                                                      | Nome                                                           | Disciplina                                                     |
| 2                                      | Sangiovanni (Giovanni Pietro Damian)   | cantautorato/rap                       | 1                   | Giulia Stabile                                                 | hip-pop                                                        |                                                                |
| 4                                      | Aka 7even (Luca Marzano)               | cantautorato                           | 3                   | Alessandro Cavallo                                             | ballo                                                          |                                                                |
| 5                                      | Deddy (Dennis Rizzi)                   | cantautorato                           | 6                   | Serena Marchese                                                | classico                                                       |                                                                |
| 7                                      | Tancredi (Tancredi Cantù Rajnoldi)     | cantautorato                           | 8                   | Samuele Barbetta                                               | hip-hop                                                        |                                                                |
| 9                                      | Raffaele Renda                         | cantautorato                           | 10                  | Martina Miliddi                                                | latino                                                         |                                                                |
| 11                                     | Enula Bareggi                          | cantautorato                           | 12                  | Rosa Di Grazia                                                 | ballo                                                          |                                                                |
| 14                                     | Leonardo Lamacchia                     | cantautorato                           | 13                  | Tommaso Stanzani                                               | ballo                                                          |                                                                |
| 15                                     | Ibla (Claudia Iacono)                  | cantautorato                           | Riccardo Guarnaccia | Riccardo Guarnaccia                                            | ballo                                                          |                                                                |
| 16                                     | Esa Abrate                             | cantautorato                           |                     |                                                                |                                                                |                                                                |
| 17                                     | Gaia Di Fusco                          | canto                                  |                     |                                                                |                                                                |                                                                |
| Elisabetta Ivankovich                  | Elisabetta Ivankovich                  | canto                                  |                     |                                                                |                                                                |                                                                |
| Evandro Ciaccia                        | Evandro Ciaccia                        | cantautorato                           |                     |                                                                |                                                                |                                                                |
| Arianna Gianfelici                     | Arianna Gianfelici                     | canto                                  |                     |                                                                |                                                                |                                                                |
| Kika (Federica La Rocca)               | Kika (Federica La Rocca)               | canto                                  |                     |                                                                |                                                                |                                                                |
| Letizia Bertoldi                       | Letizia Bertoldi                       | lirica                                 |                     |                                                                |                                                                |                                                                |
| Giulio Musca                           | Giulio Musca                           | canto                                  |                     |                                                                |                                                                |                                                                |

## Tabellone dello speciale del sabato e day-time
Legenda:

 Sfida

 Sfida immediata

 
Messo in sfida a seguito di un provvedimento disciplinare

 Esame intermedio con commissario esterno

Sfida interna
      L'allievo/a non si esibisce, ma viene riconfermato
     Ottiene il banco ed entra nella scuola
     Mantiene il banco
     Vince la sfida
     La sfida viene rimandata
     L'allievo/a è stato/a sospeso/a dal proprio prof di appartenenza
     L'allievo/a è stato/a sospeso a seguito di un provvedimento disciplinare voluto dalla produzione
     Continua la corsa al serale
     Accede al serale
     Esente da ogni sfida poiché già al serale
     L'allievo/a è stato/a sostituito/a
     L'allievo/a cambia team
     Supera l'esame intermedio
     Eliminato/a
  ZC   L'allievo/a fa parte della squadra Zerbi-Celentano

  AC   L'allievo/a fa parte della squadra Arisa-Cuccarini

  PP   L'allievo/a fa parte della squadra Pettinelli-Peparini

### Ballo
| Settimana  | 1           | 2           | 3           | 4           | 5           | 6           | 6           | 7           | 8                                                               | 8                                                               | 9                                                               | 9                                                               | 10                                                              | 10                                                              | 11                                                              | 11                                                              | 12                                                              | 12                                                              | 13                                                              | 13                                                              | 14                                                              | 14                                                              | 15                                                              | 15                                                              | 16                                                              | Squadra di appartenenza                                         |
| ---------- | ----------- | ----------- | ----------- | ----------- | ----------- | ----------- | ----------- | ----------- | --------------------------------------------------------------- | --------------------------------------------------------------- | --------------------------------------------------------------- | --------------------------------------------------------------- | --------------------------------------------------------------- | --------------------------------------------------------------- | --------------------------------------------------------------- | --------------------------------------------------------------- | --------------------------------------------------------------- | --------------------------------------------------------------- | --------------------------------------------------------------- | --------------------------------------------------------------- | --------------------------------------------------------------- | --------------------------------------------------------------- | --------------------------------------------------------------- | --------------------------------------------------------------- | --------------------------------------------------------------- | --------------------------------------------------------------- |
| Giulia     |             |             |             |             |             |             |             |             |                                                                 |                                                                 |                                                                 |                                                                 |                                                                 |                                                                 |                                                                 |                                                                 |                                                                 |                                                                 |                                                                 |                                                                 |                                                                 |                                                                 |                                                                 |                                                                 |                                                                 | Squadra Pettinelli-Peparini                                     |
| Alessandro | Non in gara | Non in gara | Non in gara | Non in gara | Non in gara | Non in gara | Non in gara |             |                                                                 |                                                                 |                                                                 |                                                                 |                                                                 |                                                                 |                                                                 |                                                                 |                                                                 |                                                                 |                                                                 | [ N 1 ]                                                         |                                                                 |                                                                 |                                                                 |                                                                 |                                                                 | Squadra Arisa-Cuccarini                                         |
| Serena     | Non in gara | Non in gara | Non in gara | Non in gara | Non in gara | Non in gara | Non in gara | Non in gara | Non in gara                                                     | Non in gara                                                     | Non in gara                                                     | Non in gara                                                     | Non in gara                                                     | Non in gara                                                     | Non in gara                                                     |                                                                 |                                                                 |                                                                 |                                                                 |                                                                 |                                                                 |                                                                 |                                                                 | [ N 2 ]                                                         |                                                                 | Squadra Zerbi-Celentano                                         |
| Samuele    |             |             |             |             |             |             |             |             |                                                                 |                                                                 |                                                                 |                                                                 |                                                                 |                                                                 |                                                                 |                                                                 |                                                                 |                                                                 |                                                                 |                                                                 |                                                                 |                                                                 |                                                                 |                                                                 |                                                                 | Squadra Pettinelli-Peparini                                     |
| Martina    |             |             |             |             |             |             |             |             |                                                                 |                                                                 |                                                                 |                                                                 |                                                                 |                                                                 |                                                                 |                                                                 |                                                                 |                                                                 | [ N 3 ]                                                         | [ N 3 ]                                                         | [ N 3 ]                                                         | [ N 3 ]                                                         |                                                                 |                                                                 |                                                                 | Squadra Arisa-Cuccarini                                         |
| Rosa       |             |             |             |             |             | [ N 4 ]     |             |             |                                                                 |                                                                 |                                                                 |                                                                 |                                                                 |                                                                 |                                                                 |                                                                 |                                                                 |                                                                 |                                                                 |                                                                 |                                                                 |                                                                 |                                                                 |                                                                 |                                                                 | Squadra Arisa-Cuccarini                                         |
| Tommaso    | Non in gara | Non in gara | Non in gara | Non in gara |             |             |             |             |                                                                 |                                                                 |                                                                 |                                                                 | [ N 5 ]                                                         | [ N 5 ]                                                         |                                                                 |                                                                 |                                                                 |                                                                 |                                                                 |                                                                 |                                                                 |                                                                 |                                                                 |                                                                 |                                                                 | Squadra Zerbi-Celentano                                         |
| Riccardo   |             |             |             |             | [ N 6 ]     | [ N 4 ]     |             | [ N 7 ]     | PERDE la sfida per provvedimento disciplinare contro Alessandro | PERDE la sfida per provvedimento disciplinare contro Alessandro | PERDE la sfida per provvedimento disciplinare contro Alessandro | PERDE la sfida per provvedimento disciplinare contro Alessandro | PERDE la sfida per provvedimento disciplinare contro Alessandro | PERDE la sfida per provvedimento disciplinare contro Alessandro | PERDE la sfida per provvedimento disciplinare contro Alessandro | PERDE la sfida per provvedimento disciplinare contro Alessandro | PERDE la sfida per provvedimento disciplinare contro Alessandro | PERDE la sfida per provvedimento disciplinare contro Alessandro | PERDE la sfida per provvedimento disciplinare contro Alessandro | PERDE la sfida per provvedimento disciplinare contro Alessandro | PERDE la sfida per provvedimento disciplinare contro Alessandro | PERDE la sfida per provvedimento disciplinare contro Alessandro | PERDE la sfida per provvedimento disciplinare contro Alessandro | PERDE la sfida per provvedimento disciplinare contro Alessandro | PERDE la sfida per provvedimento disciplinare contro Alessandro | PERDE la sfida per provvedimento disciplinare contro Alessandro |

### Canto
| Settimana   | 1           | 2           | 3           | 3           | 4                                     | 4                                     | 5                                     | 6                                     | 6                                     | 6                                     | 7                                     | 7                                     | 8                                              | 8                                              | 9                                              | 10                                             | 10                                             | 11                                             | 11                                             | 11                                             | 12                                             | 12                                             | 13                                             | 13                                             | 13                                             | 14                                             | 14                                             | 15                                             | 16                                             | Squadra di appartenenza                        |
| ----------- | ----------- | ----------- | ----------- | ----------- | ------------------------------------- | ------------------------------------- | ------------------------------------- | ------------------------------------- | ------------------------------------- | ------------------------------------- | ------------------------------------- | ------------------------------------- | ---------------------------------------------- | ---------------------------------------------- | ---------------------------------------------- | ---------------------------------------------- | ---------------------------------------------- | ---------------------------------------------- | ---------------------------------------------- | ---------------------------------------------- | ---------------------------------------------- | ---------------------------------------------- | ---------------------------------------------- | ---------------------------------------------- | ---------------------------------------------- | ---------------------------------------------- | ---------------------------------------------- | ---------------------------------------------- | ---------------------------------------------- | ---------------------------------------------- |
| Sangiovanni |             |             |             |             |                                       |                                       |                                       |                                       |                                       |                                       | [ N 8 ]                               |                                       |                                                |                                                |                                                |                                                |                                                |                                                |                                                |                                                |                                                |                                                |                                                |                                                | [ N 9 ]                                        |                                                |                                                |                                                |                                                | Squadra Zerbi-Celentano                        |
| Aka7even    |             |             |             |             |                                       |                                       |                                       |                                       |                                       |                                       |                                       |                                       |                                                |                                                |                                                |                                                |                                                |                                                |                                                |                                                |                                                |                                                |                                                | [ N 1 ]                                        | [ N 1 ]                                        | [ N 1 ]                                        |                                                |                                                |                                                | Squadra Pettinelli-Peparini                    |
| Deddy       | Non in gara | Non in gara |             |             |                                       |                                       |                                       |                                       |                                       |                                       |                                       |                                       |                                                |                                                |                                                |                                                |                                                |                                                |                                                |                                                |                                                |                                                |                                                |                                                | [ N 9 ]                                        | [ N 9 ]                                        |                                                |                                                |                                                | Squadra Zerbi-Celentano                        |
| Tancredi    | Non in gara | Non in gara | Non in gara | Non in gara | Non in gara                           | Non in gara                           | Non in gara                           | Non in gara                           | Non in gara                           | Non in gara                           | Non in gara                           | Non in gara                           | Non in gara                                    | Non in gara                                    | Non in gara                                    | Non in gara                                    | Non in gara                                    |                                                |                                                |                                                |                                                |                                                |                                                |                                                |                                                |                                                |                                                |                                                |                                                | Squadra Arisa-Cuccarini                        |
| Raffaele    |             |             |             |             |                                       |                                       |                                       |                                       |                                       |                                       | [ N 10 ]                              |                                       |                                                |                                                |                                                |                                                |                                                |                                                |                                                |                                                |                                                |                                                |                                                |                                                |                                                |                                                |                                                |                                                |                                                | Squadra Arisa-Cuccarini                        |
| Enula       | Non in gara | Non in gara | Non in gara | Non in gara | Non in gara                           | Non in gara                           |                                       |                                       |                                       |                                       |                                       |                                       |                                                |                                                |                                                |                                                |                                                |                                                |                                                |                                                |                                                |                                                |                                                | [ N 1 ]                                        | [ N 1 ]                                        | [ N 1 ]                                        |                                                |                                                |                                                | Squadra Zerbi-Celentano                        |
| Leonardo    |             |             |             |             |                                       |                                       |                                       |                                       |                                       |                                       |                                       |                                       |                                                |                                                |                                                |                                                |                                                |                                                |                                                |                                                |                                                |                                                |                                                |                                                | [ N 9 ]                                        | [ N 9 ]                                        |                                                |                                                |                                                | Squadra Zerbi-Celentano                        |
| Ibla        | Non in gara | Non in gara | Non in gara | Non in gara | Non in gara                           | Non in gara                           | Non in gara                           | Non in gara                           | Non in gara                           | Non in gara                           |                                       |                                       |                                                |                                                |                                                |                                                |                                                |                                                |                                                |                                                |                                                | [ N 11 ]                                       |                                                | [ N 1 ]                                        | [ N 1 ]                                        | [ N 1 ]                                        |                                                |                                                |                                                | Squadra Arisa-Cuccarini                        |
| Esa         |             |             |             |             |                                       |                                       |                                       |                                       |                                       |                                       |                                       |                                       |                                                |                                                |                                                |                                                |                                                |                                                |                                                |                                                |                                                |                                                |                                                |                                                |                                                |                                                |                                                |                                                |                                                | Squadra Zerbi-Celentano                        |
| Gaia        | Non in gara | Non in gara | Non in gara | Non in gara | Non in gara                           | Non in gara                           | Non in gara                           | Non in gara                           | Non in gara                           | Non in gara                           | Non in gara                           | Non in gara                           | Non in gara                                    | Non in gara                                    | Non in gara                                    | Non in gara                                    | Non in gara                                    | Non in gara                                    |                                                |                                                |                                                |                                                |                                                |                                                |                                                |                                                |                                                |                                                |                                                | Squadra Arisa-Cuccarini                        |
| Elisabetta  | Non in gara | Non in gara | Non in gara | Non in gara | Non in gara                           | Non in gara                           | Non in gara                           | Non in gara                           | Non in gara                           | Non in gara                           | Non in gara                           | Non in gara                           | Non in gara                                    | Non in gara                                    | Non in gara                                    |                                                |                                                |                                                |                                                | SOSTITUITA con Gaia per volere di Arisa        | SOSTITUITA con Gaia per volere di Arisa        | SOSTITUITA con Gaia per volere di Arisa        | SOSTITUITA con Gaia per volere di Arisa        | SOSTITUITA con Gaia per volere di Arisa        | SOSTITUITA con Gaia per volere di Arisa        | SOSTITUITA con Gaia per volere di Arisa        | SOSTITUITA con Gaia per volere di Arisa        | SOSTITUITA con Gaia per volere di Arisa        | SOSTITUITA con Gaia per volere di Arisa        | SOSTITUITA con Gaia per volere di Arisa        |
| Evandro     |             |             |             |             |                                       |                                       |                                       |                                       |                                       |                                       |                                       |                                       |                                                |                                                |                                                | [ N 13 ]                                       |                                                | [ N 14 ]                                       | [ N 14 ]                                       | PERDE la sfida contro Tancredi                 | PERDE la sfida contro Tancredi                 | PERDE la sfida contro Tancredi                 | PERDE la sfida contro Tancredi                 | PERDE la sfida contro Tancredi                 | PERDE la sfida contro Tancredi                 | PERDE la sfida contro Tancredi                 | PERDE la sfida contro Tancredi                 | PERDE la sfida contro Tancredi                 | PERDE la sfida contro Tancredi                 | PERDE la sfida contro Tancredi                 |
| Arianna     |             |             |             |             |                                       |                                       |                                       | [ N 15 ]                              |                                       | [ N 4 ]                               | [ N 10 ]                              |                                       | [ N 16 ]                                       |                                                |                                                | [ N 17 ] [ N 18 ]                              | [ N 17 ] [ N 18 ]                              | PERDE la sfida contro Elisabetta               | PERDE la sfida contro Elisabetta               | PERDE la sfida contro Elisabetta               | PERDE la sfida contro Elisabetta               | PERDE la sfida contro Elisabetta               | PERDE la sfida contro Elisabetta               | PERDE la sfida contro Elisabetta               | PERDE la sfida contro Elisabetta               | PERDE la sfida contro Elisabetta               | PERDE la sfida contro Elisabetta               | PERDE la sfida contro Elisabetta               | PERDE la sfida contro Elisabetta               | PERDE la sfida contro Elisabetta               |
| Kika        |             |             |             |             |                                       |                                       |                                       |                                       |                                       |                                       | [ N 10 ]                              | [ N 10 ]                              | PERDE la sfida contro Ibla, Raffaele e Arianna | PERDE la sfida contro Ibla, Raffaele e Arianna | PERDE la sfida contro Ibla, Raffaele e Arianna | PERDE la sfida contro Ibla, Raffaele e Arianna | PERDE la sfida contro Ibla, Raffaele e Arianna | PERDE la sfida contro Ibla, Raffaele e Arianna | PERDE la sfida contro Ibla, Raffaele e Arianna | PERDE la sfida contro Ibla, Raffaele e Arianna | PERDE la sfida contro Ibla, Raffaele e Arianna | PERDE la sfida contro Ibla, Raffaele e Arianna | PERDE la sfida contro Ibla, Raffaele e Arianna | PERDE la sfida contro Ibla, Raffaele e Arianna | PERDE la sfida contro Ibla, Raffaele e Arianna | PERDE la sfida contro Ibla, Raffaele e Arianna | PERDE la sfida contro Ibla, Raffaele e Arianna | PERDE la sfida contro Ibla, Raffaele e Arianna | PERDE la sfida contro Ibla, Raffaele e Arianna | PERDE la sfida contro Ibla, Raffaele e Arianna |
| Letizia     |             |             |             |             |                                       |                                       |                                       | PERDE la sfida contro Enula           | PERDE la sfida contro Enula           | PERDE la sfida contro Enula           | PERDE la sfida contro Enula           | PERDE la sfida contro Enula           | PERDE la sfida contro Enula                    | PERDE la sfida contro Enula                    | PERDE la sfida contro Enula                    | PERDE la sfida contro Enula                    | PERDE la sfida contro Enula                    | PERDE la sfida contro Enula                    | PERDE la sfida contro Enula                    | PERDE la sfida contro Enula                    | PERDE la sfida contro Enula                    | PERDE la sfida contro Enula                    | PERDE la sfida contro Enula                    | PERDE la sfida contro Enula                    | PERDE la sfida contro Enula                    | PERDE la sfida contro Enula                    | PERDE la sfida contro Enula                    | PERDE la sfida contro Enula                    | PERDE la sfida contro Enula                    | PERDE la sfida contro Enula                    |
| Giulio      |             |             |             |             | PERDE la sfida immediata contro Deddy | PERDE la sfida immediata contro Deddy | PERDE la sfida immediata contro Deddy | PERDE la sfida immediata contro Deddy | PERDE la sfida immediata contro Deddy | PERDE la sfida immediata contro Deddy | PERDE la sfida immediata contro Deddy | PERDE la sfida immediata contro Deddy | PERDE la sfida immediata contro Deddy          | PERDE la sfida immediata contro Deddy          | PERDE la sfida immediata contro Deddy          | PERDE la sfida immediata contro Deddy          | PERDE la sfida immediata contro Deddy          | PERDE la sfida immediata contro Deddy          | PERDE la sfida immediata contro Deddy          | PERDE la sfida immediata contro Deddy          | PERDE la sfida immediata contro Deddy          | PERDE la sfida immediata contro Deddy          | PERDE la sfida immediata contro Deddy          | PERDE la sfida immediata contro Deddy          | PERDE la sfida immediata contro Deddy          | PERDE la sfida immediata contro Deddy          | PERDE la sfida immediata contro Deddy          | PERDE la sfida immediata contro Deddy          | PERDE la sfida immediata contro Deddy          | PERDE la sfida immediata contro Deddy          |

## Team dei professori
| Team di Rudy Zerbi                   | Team di Rudy Zerbi      | Team di Alessandra Celentano | Team di Alessandra Celentano |
| Componenti                           | Componenti              | Componenti                   | Componenti                   |
| Nome                                 | Disciplina              | Nome                         | Disciplina                   |
| ------------------------------------ | ----------------------- | ---------------------------- | ---------------------------- |
| Sangiovanni (Giovanni Pietro Damian) | cantautorato/rap        | Serena Marchese              | ballo                        |
| Deddy (Dennis Rizzi)                 | cantautorato            | Tommaso Stanzani             | ballo                        |
| Enula Bareggi                        | cantautorato            |                              |                              |
| Leonardo Lamacchia                   | cantautorato            |                              |                              |
| Esa Abrate                           | cantautorato            |                              |                              |
| Team di Arisa                        | Team di Arisa           | Team di Lorella Cuccarini    | Team di Lorella Cuccarini    |
| Componenti                           |                         |                              |                              |
| Nome                                 | Disciplina              | Nome                         | Disciplina                   |
| Tancredi Cantù Rajnoldi              | cantautorato            | Alessandro Cavallo           | classico                     |
| Raffaele Renda                       | cantautorato            | Martina Miliddi              | latino                       |
| Ibla (Claudia Iacono)                | cantautorato            | Rosa Di Grazia               | ballo                        |
| Gaia Di Fusco                        | canto                   | Riccardo Guarnaccia          | ballo                        |
| Elisabetta Ivankovich                | canto                   |                              |                              |
| Arianna Gianfelici                   | canto                   |                              |                              |
| Kika (Federica La Rocca)             | canto                   |                              |                              |
| Letizia Bertoldi                     | lirica                  |                              |                              |
| Giulio Musca                         | canto                   |                              |                              |
| Team di Anna Pettinelli              | Team di Anna Pettinelli | Team di Veronica Peparini    | Team di Veronica Peparini    |
| Componenti                           |                         |                              |                              |
| Nome                                 | Disciplina              | Nome                         | Disciplina                   |
| Aka7even (Luca Marzano)              | cantautorato/trap       | Giulia Stabile               | hip-pop                      |
| Evandro Ciaccia                      | cantautorato            | Samuele Barbetta             | ballo                        |

## Settimane
Legenda:
     Ballo / Canto

### Settimana 1

#### 1ª puntata
Ospiti: Alessandra Amoroso, The Kolors, Elodie, Giordana Angi, Irama, Diana Del Bufalo, Annalisa, Gaia, Riki, Andreas Müller, Umberto Gaudino, Elena D'Amario, Giulia Pauselli, Alessio Gaudino, Gabriele Esposito, Sebastian Melo Taveira
Legenda:
 Banco SÌ 

 Banco NO
Nella puntata di sabato 14 novembre avviene la formazione della classe.
| Candidato/a al banco | Esibizione                      | Giudizio Professori | Giudizio Professori | Giudizio Professori | Esito                | Note     |
| Candidato/a al banco | Esibizione                      | A. Celentano        | L. Cuccarini        | V. Peparini         | Esito                | Note     |
| -------------------- | ------------------------------- | ------------------- | ------------------- | ------------------- | -------------------- | -------- |
| ANDREA               | Intoxicated                     |                     |                     |                     | Non ottiene il banco | -        |
| ROSA                 | 7 rings                         |                     | Ottiene il banco    |                     |                      | -        |
| SAMUELE              | That's life                     |                     | Ottiene il banco    |                     |                      | -        |
| MARTINA              | J'y suis jamais allé            |                     | Ottiene il banco    |                     |                      | -        |
| GIULIA               | TKN                             |                     | Ottiene il banco    |                     |                      | -        |
| Candidato/a al banco | Esibizione                      | Giudizio Professori | Giudizio Professori | Giudizio Professori | Esito                | Note     |
| Candidato/a al banco | Esibizione                      | R. Zerbi            | Arisa               | A. Pettinelli       | Esito                | Note     |
| SANGIOVANNI          | Guccy bag (inedito)             |                     |                     |                     | Ottiene il banco     | [ N 22 ] |
| KIKA                 | Summertime sadness              |                     |                     |                     | Ottiene il banco     | -        |
| ESA                  | Dimmi (inedito)                 |                     |                     |                     | Ottiene il banco     | -        |
| AKA7EVEN             | Yellow (inedito)                |                     |                     |                     | Ottiene il banco     | -        |
| GIULIO               | Dimmi dove sei (inedito)        |                     |                     |                     | Ottiene il banco     | -        |
| ARIANNA              | Destinazione paradiso           |                     |                     |                     | Ottiene il banco     | -        |
| EVANDRO              | Intonaco (inedito)              |                     |                     |                     | Ottiene il banco     | -        |
| RAFFAELE             | Il sole alle finestre (inedito) |                     |                     |                     | Ottiene il banco     | -        |
| LEONARDO             | L'appuntamento (inedito)        |                     |                     | [ N 22 ]            | Ottiene il banco     |          |

#### Day-time
Nel day-time di lunedì 16 novembre, altri due candidati al banco sostengono la prova di ingresso.
| Candidato/a al banco | Esibizione              | Giudizio Professori | Giudizio Professori | Giudizio Professori | Esito            | Note |
| Candidato/a al banco | Esibizione              | R. Zerbi            | Arisa               | A. Pettinelli       | Esito            | Note |
| -------------------- | ----------------------- | ------------------- | ------------------- | ------------------- | ---------------- | ---- |
| LETIZIA              | La regina della notte   |                     |                     |                     | Ottiene il banco | -    |
| Candidato/a al banco | Esibizione              | Giudizio Professori | Giudizio Professori | Giudizio Professori | Esito            | Note |
| Candidato/a al banco | Esibizione              | A. Celentano        | L. Cuccarini        | V. Peparini         | Esito            | Note |
| RICCARDO             | Ho conosciuto il dolore |                     |                     |                     | Ottiene il banco | –    |

### Settimana 2

#### 2ª puntata
Ospiti: Massimiliano Montefusco, Daniela Cappelletti
La puntata di sabato 21 novembre si apre con la prova di mantenimento del banco sostenuta da tutti gli allievi.
| Allievo/a   | Esibizione                      | Team di appartenenza | Esito             | Note |
| ----------- | ------------------------------- | -------------------- | ----------------- | ---- |
| MARTINA     | Liberian girl                   | L. Cuccarini         | Mantiene il banco | -    |
| EVANDRO     | Destra - Sinistra               | R. Zerbi             | Mantiene il banco | -    |
| GIULIA      | Maleducata                      | V. Peparini          | Mantiene il banco | -    |
| ARIANNA     | Rondini al guinzaglio           | R. Zerbi             | Mantiene il banco | -    |
| ARIANNA     | La tua ragazza sempre           | R. Zerbi             | Mantiene il banco | -    |
| SAMUELE     | Drop the game                   | V. Peparini          | Mantiene il banco | -    |
| SAMUELE     | Improvvisazione Sugar / Human   | V. Peparini          | Mantiene il banco | -    |
| SANGIOVANNI | Guccy bag (inedito)             | R. Zerbi             | Mantiene il banco | -    |
| RAFFAELE    | Il sole alle finestre (inedito) | Arisa                | Mantiene il banco | -    |
| AKA7EVEN    | Yellow (inedito)                | A. Pettinelli        | Mantiene il banco | -    |
| RICCARDO    | Per sentirmi vivo               | L. Cuccarini         | Mantiene il banco | -    |
| LEONARDO    | Tu non mi basti mai             | R. Zerbi             | Mantiene il banco | -    |
| ESA         | Impossible                      | R. Zerbi             | Mantiene il banco | -    |
| ROSA        | Tu t'è scurdat' 'e me           | L. Cuccarini         | Mantiene il banco | -    |

#### Day-time
Nel day-time del 23 novembre, Giulio, Kika e Letizia sostengono la prova di mantenimento del banco.
| Allievo/a | Esibizione             | Team di appartenenza | Esito             | Note |
| --------- | ---------------------- | -------------------- | ----------------- | ---- |
| GIULIO    | Can't stop the feeling | Arisa                | Mantiene il banco | –    |
| KIKA      | Bang bang              | Arisa                | Mantiene il banco | –    |
| LETIZIA   | Che vita meravigliosa  | Arisa                | Mantiene il banco | –    |

### Settimana 3

#### 3ª puntata
Ospiti: Michele Canova Iorfida
Nella puntata di sabato 28 novembre si svolge la sfida per sostituzione di Leonardo richiesta da Arisa.
| PROVA                                   | LEONARDO                                 | GREGORY                                  |
| Commissario esterno: Carlo Di Francesco |                                          |                                          |
| I                                       | Comparata CANTO Una lunga storia d'amore | Comparata CANTO Una lunga storia d'amore |
| II                                      | L'appuntamento (inedito)                 | Love on top                              |
| VITTORIA                                | LEONARDO                                 | GREGORY                                  |

Si prosegue poi con la prova di mantenimento del banco.
| Allievo/a | Esibizione                  | Team di appartenenza | Esito              | Note     |
| --------- | --------------------------- | -------------------- | ------------------ | -------- |
| LETIZIA   | Wuthering heights           | Arisa                | Mantiene il banco  | –        |
| SAMUELE   | Raccontare se stesso        | V. Peparini          | Mantiene il banco  | –        |
| RAFFAELE  | 1950                        | Arisa                | Mantiene il banco  | –        |
| ROSA      | La favola mia               | L. Cuccarini         | Mantiene il banco  | –        |
| ROSA      | Someone you loved           | L. Cuccarini         | Mantiene il banco  | [ N 24 ] |
| GIULIO    | Kurt cobain                 | Arisa                | In sfida immediata | [ N 25 ] |
| GIULIA    | Sabbia                      | V. Peparini          | Mantiene il banco  | -        |
| KIKA      | Set fire to the rain        | Arisa                | Mantiene il banco  | -        |
| ESA       | Dimmi (inedito)             | R. Zerbi             | Mantiene il banco  | -        |
| ARIANNA   | Scatola del cuore (inedito) | R. Zerbi             | Giudizio sospeso   | -        |

Si prosegue svolgendo la sfida immediata per sostituzione di Giulio.
| PROVA                               | GIULIO                 | DEDDY                   |
| Commissario esterno: Federica Camba |                        |                         |
| I                                   | Vieni con me (inedito) | Parole a caso (inedito) |
| VITTORIA                            | DEDDY                  | GIULIO                  |

#### Day-time
Nel day-time di lunedì 30 novembre, Evandro, Martina, Aka7even e Riccardo sostengono la prova di mantenimento del banco.
| Allievo/a | Esibizione         | Team di appartenenza | Esito             |
| --------- | ------------------ | -------------------- | ----------------- |
| EVANDRO   | Pensiero stupendo  | R. Zerbi             | Mantiene il banco |
| MARTINA   | Shake your pom pom | L. Cuccarini         | Mantiene il banco |
| AKA7EVEN  | True colors        | A. Pettinelli        | Mantiene il banco |
| RICCARDO  | Sing sing sing     | L. Cuccarini         | Mantiene il banco |

Nel day-time di martedì 1º dicembre, Sangiovanni sostiene la prova di mantenimento del banco.
| Allievo     | Esibizione   | Team di appartenenza | Esito             |
| ----------- | ------------ | -------------------- | ----------------- |
| SANGIOVANNI | Sweet dreams | R. Zerbi             | Mantiene il banco |

### Settimana 4

#### 4ª puntata
Ospiti: Aiello, Federica Gentile, Daniela Cappelletti, Chris Nolan
Nella puntata di sabato 5 dicembre si svolge la sfida per sostituzione di Kika richiesta da Anna Pettinelli.
| PROVA                           | KIKA                    | GIULIA                  |
| Commissario esterno: Alex Braga |                         |                         |
| I                               | Comparata CANTO Shallow | Comparata CANTO Shallow |
| II                              | Hallelujah              | Blu                     |
| VITTORIA                        | KIKA                    | GIULIA                  |

Si prosegue poi con la prova di mantenimento del banco.
| Allievo/a   | Esibizione               | Team di appartenenza | Esito             | Note     |
| ----------- | ------------------------ | -------------------- | ----------------- | -------- |
| SAMUELE     | Lonely                   | V. Peparini          | Mantiene il banco | –        |
| SAMUELE     | Improvvisazione Happy    | V. Peparini          | Mantiene il banco | [ N 27 ] |
| AKA7EVEN    | Bad guy                  | A. Pettinelli        | Mantiene il banco | –        |
| ROSA        | Dernière danse           | L. Cuccarini         | Mantiene il banco | –        |
| GIULIA      | Therefore i am           | V. Peparini          | Mantiene il banco | –        |
| DEDDY       | Dedicato a te            | R. Zerbi             | Mantiene il banco | –        |
| LEONARDO    | Via Padova (inedito)     | R. Zerbi             | Mantiene il banco | –        |
| SANGIOVANNI | Guccy bag (inedito)      | R. Zerbi             | Mantiene il banco | –        |
| MARTINA     | Malo                     | L. Cuccarini         | Mantiene il banco | –        |
| ESA         | Nato due volte (inedito) | R. Zerbi             | Mantiene il banco | –        |
| ARIANNA     | Dormi dormi              | R. Zerbi             | Giudizio sospeso  | –        |

#### Day-time
Nel day-time di mercoledì 9 dicembre, Letizia, Raffaele e Riccardo sostengono la prova di mantenimento del banco.
| Allievo/a | Esibizione        | Team di appartenenza | Esito             | Note     |
| --------- | ----------------- | -------------------- | ----------------- | -------- |
| LETIZIA   | Vacanze romane    | Arisa                | Mantiene il banco | –        |
| RAFFAELE  | Love on the brain | Arisa                | Mantiene il banco | –        |
| RICCARDO  | Djomb             | L. Cuccarini         | Mantiene il banco | –        |
| RICCARDO  | Objection         | L. Cuccarini         | Mantiene il banco | [ N 28 ] |

Nel day-time di giovedì 10 dicembre Evandro sostiene la prova di mantenimento del banco.
| Allievo | Esibizione | Team di appartenenza | Esito          | Nuovo team di appartenenza |
| ------- | ---------- | -------------------- | -------------- | -------------------------- |
| EVANDRO | Freak      | R. Zerbi             | Cambio di team | A. Pettinelli              |

Evandro, dopo il cambio di team, tra Anna Pettinelli e Arisa sceglie di continuare il suo percorso con Anna Pettinelli. 
In egual modo, Arianna decide di cambiare team continuando il suo percorso con Arisa.
| Allieva | Team di appartenenza | Esito          | Nuovo team di appartenenza |
| ------- | -------------------- | -------------- | -------------------------- |
| ARIANNA | R. Zerbi             | Cambio di team | Arisa                      |

### Settimana 5

#### 5ª puntata
Ospiti: Giordana Angi, Michele Canova Iorfida
La puntata di sabato 12 dicembre si apre con la prova di mantenimento del banco sostenuta da tutti gli allievi.
| Allievo/a   | Esibizione                    | Team di appartenenza | Esito              | Note     |
| ----------- | ----------------------------- | -------------------- | ------------------ | -------- |
| GIULIA      | Dorado                        | V. Peparini          | Mantiene il banco  | [ N 27 ] |
| GIULIA      | I'm kissing you               | V. Peparini          | Mantiene il banco  | [ N 30 ] |
| SANGIOVANNI | Ti amo                        | R. Zerbi             | Mantiene il banco  | –        |
| RICCARDO    | Another one bites the dust    | L. Cuccarini         | In sfida immediata | [ N 31 ] |
| RICCARDO    | Another one bites the dust    | L. Cuccarini         | Mantiene il banco  | –        |
| AKA7EVEN    | Unsteady                      | A. Pettinelli        | Mantiene il banco  | –        |
| MARTINA     | Incancellabile                | L. Cuccarini         | Mantiene il banco  | –        |
| DEDDY       | Il cielo contromano (inedito) | R. Zerbi             | Mantiene il banco  | –        |
| SAMUELE     | Il cielo in una stanza        | V. Peparini          | Mantiene il banco  | –        |
| ARIANNA     | Ci vorrebbe il mare           | Arisa                | Mantiene il banco  | –        |
| ROSA        | West side story               | L. Cuccarini         | Mantiene il banco  | [ N 32 ] |
| ROSA        | She wants to move             | L. Cuccarini         | Mantiene il banco  | –        |

Si prosegue svolgendo la sfida immediata per sostituzione di Riccardo.
| PROVA                           | RICCARDO          | TOMMASO      |
| Commissario esterno: Emanuel Lo |                   |              |
| I                               | Per sentirmi vivo | Tikibombom   |
| II                              | Djomb             | Lynn's Theme |
| VITTORIA                        | TOMMASO           | RICCARDO     |

Nella stessa puntata si svolge la sfida per sostituzione di Letizia richiesta da Rudy Zerbi.
| PROVA                               | LETIZIA            | ENULA                |
| Commissario esterno: Charlie Rapino |                    |                      |
| I                                   | Come saprei        | Auricolari (inedito) |
| II                                  | Out here on my own | La musica non c'è    |
| VITTORIA                            | ENULA              | LETIZIA              |

#### Day-time
Nel day-time di lunedì 14 dicembre, Esa, Raffaele, Evandro, Leonardo e Kika sostengono la prova di mantenimento del banco.
| Allievo/a | Esibizione           | Team di appartenenza | Esito             |
| --------- | -------------------- | -------------------- | ----------------- |
| ESA       | Baby can I hold you  | R. Zerbi             | Mantiene il banco |
| RAFFAELE  | Senza love (inedito) | Arisa                | Mantiene il banco |
| EVANDRO   | Blackbird            | A. Pettinelli        | Mantiene il banco |
| LEONARDO  | Via Padova (inedito) | R. Zerbi             | Mantiene il banco |
| KIKA      | Chandelier           | Arisa                | Mantiene il banco |

### Settimana 6

#### 6ª puntata
Ospiti: Federica Gentile, Pippo Pelo, Federico Nardelli
La puntata di sabato 19 dicembre si apre con la prova di mantenimento del banco sostenuta da tutti gli allievi.
| Allievo/a   | Esibizione                       | Team di appartenenza | Esito             | Note     |
| ----------- | -------------------------------- | -------------------- | ----------------- | -------- |
| SANGIOVANNI | Guccy bag (inedito)              | R. Zerbi             | Mantiene il banco | [ N 27 ] |
| SANGIOVANNI | Vita spericolata                 | R. Zerbi             | Mantiene il banco | [ N 34 ] |
| ENULA       | O (Fly On)                       | R. Zerbi             | Mantiene il banco | –        |
| LEONARDO    | Via Padova (inedito)             | R. Zerbi             | Mantiene il banco | –        |
| RICCARDO    | Head & Heart                     | L. Cuccarini         | Mantiene il banco | –        |
| SAMUELE     | Mount Everest                    | V. Peparini          | Mantiene il banco | –        |
| SAMUELE     | Improvvisazione Jingle Bell Rock | V. Peparini          | Mantiene il banco | –        |
| DEDDY       | Il cielo contromano (inedito)    | R. Zerbi             | Mantiene il banco | –        |
| ESA         | Nato due volte (inedito)         | R. Zerbi             | Mantiene il banco | –        |
| GIULIA      | The one that you love            | V. Peparini          | Mantiene il banco | –        |
| RAFFAELE    | Senza love (inedito)             | Arisa                | Mantiene il banco | –        |
| RAFFAELE    | Oro                              | Arisa                | Mantiene il banco | –        |
| MARTINA     | Conga                            | L. Cuccarini         | Mantiene il banco | –        |

Si prosegue svolgendo la sfida per provvedimento disciplinare di Rosa richiesta dalla produzione.
| PROVA                                                                          | ROSA           | SIMONE         |
| Commissari interni: Lorella Cuccarini, Alessandra Celentano, Veronica Peparini |                |                |
| I                                                                              | Dernière danse | WAP            |
| II                                                                             | This is me     | Refuse to lose |
| VITTORIA                                                                       | ROSA           | SIMONE         |

Si prosegue svolgendo la sfida per sostituzione di Arianna richiesta da Anna Pettinelli.
| PROVA                               | ARIANNA                              | FEDERICA                             |
| Commissario esterno: Paolo Giordano |                                      |                                      |
| I                                   | Comparata CANTO La sera dei miracoli | Comparata CANTO La sera dei miracoli |
| VITTORIA                            | ARIANNA                              | FEDERICA                             |

#### Day-time
Nel day-time di lunedì 21 dicembre si svolge la sfida per sostituzione di Aka7even richiesta da Arisa.
| PROVA                               | AKA7EVEN    | DORIAN GABE        |
| Commissario esterno: Paolo Giordano |             |                    |
| I                                   | Radioactive | San Siro (inedito) |
| VITTORIA                            | AKA7EVEN    | DORIAN GABE        |

Si prosegue con la prova di mantenimento del banco di Evandro e Kika.
| Allievo/a | Esibizione          | Team di appartenenza | Esito             |
| --------- | ------------------- | -------------------- | ----------------- |
| EVANDRO   | Guacamole (inedito) | A. Pettinelli        | Mantiene il banco |
| KIKA      | Rather be           | Arisa                | Mantiene il banco |

Nel day-time di martedì 22 dicembre Tommaso sostiene la prova di mantenimento del banco.
| Allievo | Esibizione | Team di appartenenza | Esito             | Note     |
| ------- | ---------- | -------------------- | ----------------- | -------- |
| TOMMASO | Amami      | A. Celentano         | Mantiene il banco | [ N 35 ] |

### Settimana 7

#### 7ª puntata
Ospiti: Fabrizio Moro, Frenetik & Orang3, Zef, Alessandro Sansone
La puntata del 9 gennaio 2021 vede l'assenza in studio di Lorella Cuccarini, risultata positiva al COVID-19, per cui valuterà gli allievi in collegamento da casa.
Si prosegue con la sfida per sostituzione, richiesta da Rudy Zerbi, per uno dei tre allievi di Arisa. Quest'ultima non riuscendo a scegliere uno/a tra Kika, Arianna e Raffaele, rimette la scelta finale nelle mani di Rudy Zerbi, il quale decide che ad affrontare la sfida siano tutti e tre.
| PROVA                             | IBLA               | RAFFAELE             | ARIANNA                 | KIKA           |
| Commissario esterno: Luca Dondoni |                    |                      |                         |                |
| I                                 | Libertad (inedito) | That's what I like   | Quando finisce un amore | E penso a te   |
| II                                | La casa azul       | Senza love (inedito) | America                 | Back to black  |
| VITTORIA                          | IBLA, RAFFAELE     | IBLA, RAFFAELE       | IBLA, RAFFAELE          | IBLA, RAFFAELE |

A questo punto inizia una sfida interna tra Kika e Arianna, al termine della quale si decreterà l'eliminazione definitiva di una delle due.
| PROVA                             | KIKA      | ARIANNA      |
| Commissario esterno: Luca Dondoni |           |              |
| I                                 | L'amore è | Oggi sono io |
| VITTORIA                          | ARIANNA   | KIKA         |

Successivamente si prosegue con le prove di mantenimento dei banchi.
| Allievo/a | Esibizione                    | Team di appartenenza | Esito             | Note     |
| --------- | ----------------------------- | -------------------- | ----------------- | -------- |
| DEDDY     | Il cielo contromano (inedito) | R. Zerbi             | Mantiene il banco | [ N 27 ] |
| DEDDY     | Parole a caso (inedito)       | R. Zerbi             | Mantiene il banco | –        |
| SAMUELE   | I have a dream                | V. Peparini          | Mantiene il banco | [ N 39 ] |
| GIULIA    | Dog days are over             | V. Peparini          | Mantiene il banco | –        |
| LEONARDO  | Per uno come me               | R. Zerbi             | Mantiene il banco | –        |
| ROSA      | Sei perfetta                  | L. Cuccarini         | Mantiene il banco | –        |

Si prosegue con la sfida per provvedimento disciplinare di Riccardo rimandata nella puntata del 19 dicembre.
| PROVA                                                                          | RICCARDO                      | ALESSANDRO                    |
| Commissari interni: Lorella Cuccarini, Alessandra Celentano, Veronica Peparini |                               |                               |
| I                                                                              | Comparata BALLO Lose yourself | Comparata BALLO Lose yourself |
| II                                                                             | In the end                    | Taranta                       |
| VITTORIA                                                                       | ALESSANDRO                    | RICCARDO                      |

#### Day-time
Nel day-time dell'11 gennaio si prosegue con la prova di mantenimento dei banchi di Aka7even, Evandro, Martina, Esa, Enula, Tommaso e Sangiovanni.
| Allievo/a   | Esibizione               | Team di appartenenza | Esito             | Note     |
| ----------- | ------------------------ | -------------------- | ----------------- | -------- |
| AKA7EVEN    | Yellow (inedito)         | A. Pettinelli        | Mantiene il banco | –        |
| AKA7EVEN    | The way you make me feel | A. Pettinelli        | Mantiene il banco | [ N 40 ] |
| EVANDRO     | Guacamole (inedito)      | A. Pettinelli        | Mantiene il banco | –        |
| MARTINA     | The hot honey rag        | L. Cuccarini         | Mantiene il banco | [ N 41 ] |
| ESA         | I'm yours                | R. Zerbi             | Mantiene il banco | –        |
| ESA         | La notte                 | R. Zerbi             | Mantiene il banco | –        |
| ENULA       | Vedrai, vedrai           | R. Zerbi             | Mantiene il banco | –        |
| TOMMASO     | Survivor                 | A. Celentano         | Mantiene il banco | –        |
| SANGIOVANNI | Lady (inedito)           | R. Zerbi             | Mantiene il banco | [ N 42 ] |
| SANGIOVANNI | Like a prayer            | R. Zerbi             | Giudizio sospeso  | [ N 40 ] |

### Settimana 8

#### 8ª puntata
Ospiti: Alessandra Amoroso, Emma, Tecla
La puntata del 16 gennaio 2021 si apre con il ritorno di Lorella Cuccarini e con l'assenza di Anna Pettinelli, risultata positiva al COVID-19, per cui valuterà gli allievi in collegamento da casa.
Si prosegue poi con la gara inediti dei cantanti, alla quale partecipano tutti tranne Ibla (in quanto nuova arrivata) e Leonardo (in quanto ultimo nella classifica Dirette Instagram). Dall'esito del televoto: 
- La prima posizione permette di pubblicare due giorni prima e su più piattaforme il proprio inedito rispetto agli altri classificati tra la seconda e la sesta posizione.
- La settima e ottava posizione vedranno pubblicare il proprio inedito più in là rispetto agli altri classificati.

| Codice Televoto | Allievo/a   | Inedito               | Team di appartenenza | Esito             | Esito    | Esito                   |
| Codice Televoto | Allievo/a   | Inedito               | Team di appartenenza | Interno           | Televoto | Televoto                |
| Codice Televoto | Allievo/a   | Inedito               | Team di appartenenza | Interno           | %        | Posizione in classifica |
| --------------- | ----------- | --------------------- | -------------------- | ----------------- | -------- | ----------------------- |
| 15              | SANGIOVANNI | Lady                  | R. Zerbi             | Mantiene il banco | 22,5%    | 1°                      |
| 04              | DEDDY       | Parole a caso         | R. Zerbi             | Mantiene il banco | 16,3%    | 2°                      |
| 06              | ESA         | Dimmi                 | R. Zerbi             | Mantiene il banco | 16,2%    | 3°                      |
| 12              | RAFFAELE    | Il sole alle finestre | Arisa                | Mantiene il banco | 12,9%    | 4°                      |
| 01              | AKA7EVEN    | Yellow                | A. Pettinelli        | Mantiene il banco | 8,8%     | 5°                      |
| 05              | ENULA       | Auricolari            | R. Zerbi             | Mantiene il banco | 8,7%     | 6°                      |
| 07              | EVANDRO     | Guacamole             | A. Pettinelli        | Mantiene il banco | 8,4%     | 7°                      |
| 03              | ARIANNA     | L'amore davvero       | Arisa                | Mantiene il banco | 6,2%     | 8°                      |

Si prosegue con le altre prove di mantenimento dei banchi.
| Allievo/a  | Esibizione                      | Team di appartenenza | Esito             | Note              |
| ---------- | ------------------------------- | -------------------- | ----------------- | ----------------- |
| ALESSANDRO | Les bourgeois                   | L. Cuccarini         | Mantiene il banco | [ N 27 ]          |
| ALESSANDRO | It's my life                    | L. Cuccarini         | Mantiene il banco | [ N 44 ] [ N 35 ] |
| ROSA       | I just want to make love to you | L. Cuccarini         | Mantiene il banco | –                 |
| TOMMASO    | Heart of glass                  | A. Celentano         | Mantiene il banco | –                 |
| GIULIA     | Grenade                         | V. Peparini          | Mantiene il banco | [ N 41 ]          |

#### Day-time
Nel day-time di lunedì 18 gennaio si prosegue con le prove di mantenimento del banco di Leonardo, Samuele, Ibla e Sangiovanni.
| Allievo/a   | Esibizione                     | Team di appartenenza | Esito             | Note     |
| ----------- | ------------------------------ | -------------------- | ----------------- | -------- |
| LEONARDO    | Il Natale e l'estate (inedito) | R. Zerbi             | Mantiene il banco | –        |
| SAMUELE     | Devi morire                    | V. Peparini          | Mantiene il banco | [ N 45 ] |
| IBLA        | Libertad (inedito)             | R. Zerbi             | Mantiene il banco | –        |
| SANGIOVANNI | Like a prayer                  | R. Zerbi             | Mantiene il banco | [ N 46 ] |

Si prosegue svolgendo la sfida per sostituzione di Martina richiesta da Veronica Peparini.
| PROVA                            | MARTINA      | ERIKA              |
| Commissario esterno: Nancy Berti |              |                    |
| I                                | Shake it off | Summertime sadness |
| II                               | Malo         | Europa             |
| VITTORIA                         | MARTINA      | ERIKA              |

Si prosegue, infine, svolgendo la sfida per provvedimento disciplinare di Arianna rimandata dalla puntata del 19 dicembre.
| PROVA                                                  | ARIANNA                   | SHARON             |
| Commissari interni: Arisa, Rudy Zerbi, Anna Pettinelli |                           |                    |
| I                                                      | La mia storia tra le dita | Valerie            |
| II                                                     | Sono solo parole          | Giudizi universali |
| VITTORIA                                               | ARIANNA                   | SHARON             |

### Settimana 9

#### 9ª puntata
Ospiti: Michele Bravi, Linus
La puntata di sabato 23 gennaio ha visto il ritorno in studio di Anna Pettinelli. Si prosegue successivamente con le prove di mantenimento dei banchi.
| Allievo/a   | Esibizione             | Team di appartenenza | Esito             | Note              |
| ----------- | ---------------------- | -------------------- | ----------------- | ----------------- |
| SAMUELE     | Dynamite               | V. Peparini          | Mantiene il banco | –                 |
| SAMUELE     | Che bambola            | V. Peparini          | Mantiene il banco | [ N 47 ] [ N 48 ] |
| MARTINA     | Mein Herr              | L. Cuccarini         | Mantiene il banco | [ N 49 ]          |
| SANGIOVANNI | Lady (inedito)         | R. Zerbi             | Mantiene il banco | –                 |
| ENULA       | Auricolari (inedito)   | R. Zerbi             | Mantiene il banco | –                 |
| GIULIA      | Un po' di più          | V. Peparini          | Mantiene il banco | –                 |
| ARIANNA     | Stupida                | Arisa                | Mantiene il banco | –                 |
| EVANDRO     | Salirò                 | A. Pettinelli        | Mantiene il banco | –                 |
| IBLA        | Comandante Che Guevara | R. Zerbi             | Mantiene il banco | –                 |
| ALESSANDRO  | Copchase               | L. Cuccarini         | Mantiene il banco | [ N 41 ]          |
| LEONARDO    | È delicato             | R. Zerbi             | Mantiene il banco | –                 |
| ROSA        | Tammurriata nera       | L. Cuccarini         | Mantiene il banco | [ N 50 ]          |

A seguito della richiesta di Rudy Zerbi, di un confronto tra Evandro e Arianna (rispettivamente penultimo e ultima nella classifica degli inediti al televoto) e Leonardo (ultimo nella classifica delle visualizzazioni della diretta Instagram), vengono mostrati i risultati del televoto aperto e chiuso nel day-time di giovedì 21 gennaio.
| Codice Televoto | Allievo/a | Esibizione                     | Professore    | Esito Televoto | Esito Televoto |
| Codice Televoto | Allievo/a | Esibizione                     | Professore    | %              | Posizione      |
| --------------- | --------- | ------------------------------ | ------------- | -------------- | -------------- |
| 10              | LEONARDO  | Il Natale e l'estate (inedito) | R. Zerbi      | 63%            | 1°             |
| 07              | EVANDRO   | Guacamole (inedito)            | A. Pettinelli | 23%            | 2°             |
| 03              | ARIANNA   | Quando finisce un amore        | Arisa         | 14%            | 3°             |

Si prosegue svolgendo la sfida per sostituzione di Rosa richiesta da Veronica Peparini.
| PROVA                           | ROSA                  | DANIELE      |
| Commissario esterno: Emanuel Lo |                       |              |
| I                               | Hollaback girl        | Say my name  |
| II                              | Tu t'è scurdat' 'e me | Gangsta walk |
| VITTORIA                        | ROSA                  | DANIELE      |

#### Day-time
Nel day-time di lunedì 25 gennaio, Aka7even, Tommaso, Raffaele, Esa e Deddy sostengono la prova di mantenimento del banco.
| Allievo  | Esibizione             | Team di appartenenza | Esito             |
| -------- | ---------------------- | -------------------- | ----------------- |
| AKA7EVEN | Your song              | A. Pettinelli        | Mantiene il banco |
| TOMMASO  | Gioventù bruciata      | A. Celentano         | Mantiene il banco |
| RAFFAELE | Emozioni               | Arisa                | Mantiene il banco |
| ESA      | Beneath your beautiful | R. Zerbi             | Mantiene il banco |
| DEDDY    | Terra promessa         | R. Zerbi             | Mantiene il banco |

### Settimana 10

#### 10ª puntata
Ospiti: Mr. Rain, Thomas Signorelli
La puntata di sabato 30 gennaio si apre con la prova di mantenimento dei banchi, sostenuta da tutti gli allievi.
| Allievo/a   | Esibizione                       | Team di appartenenza | Esito             | Note              |
| ----------- | -------------------------------- | -------------------- | ----------------- | ----------------- |
| MARTINA     | Do you love me                   | L. Cuccarini         | Mantiene il banco | [ N 51 ]          |
| SANGIOVANNI | Il battito animale               | R. Zerbi             | Mantiene il banco | –                 |
| GIULIA      | Caro diario                      | V. Peparini          | Mantiene il banco | [ N 27 ] [ N 52 ] |
| GIULIA      | La ragazza con il cuore di latta | V. Peparini          | Mantiene il banco | [ N 53 ] [ N 41 ] |
| DEDDY       | Parole a caso (inedito)          | R. Zerbi             | Mantiene il banco | –                 |
| ROSA        | Mutant brain                     | L. Cuccarini         | Mantiene il banco | –                 |
| ROSA        | Concedimi                        | L. Cuccarini         | Mantiene il banco | [ N 54 ] [ N 53 ] |
| SAMUELE     | Chunky                           | V. Peparini          | Mantiene il banco | –                 |
| AKA7EVEN    | Dance monkey                     | A. Pettinelli        | Mantiene il banco | –                 |
| TOMMASO     | The Phoenix                      | A. Celentano         | Mantiene il banco | –                 |
| TOMMASO     | The Phoenix                      | A. Celentano         | Giudizio sospeso  | [ N 55 ]          |
| RAFFAELE    | Young                            | Arisa                | Mantiene il banco | –                 |
| ALESSANDRO  | I've got you under my skin       | L. Cuccarini         | Mantiene il banco | –                 |
| LEONARDO    | Il Natale e l'estate (inedito)   | R. Zerbi             | Mantiene il banco | –                 |
| ENULA       | Senza un perché                  | R. Zerbi             | Mantiene il banco | –                 |

Si prosegue svolgendo la sfida per sostituzione di Arianna richiesta da Rudy Zerbi.
| PROVA                                      | ARIANNA                      | ELISABETTA                   |
| Commissario esterno: Martina Giannitrapani |                              |                              |
| I                                          | Questo piccolo grande amore  | Fiori rosa, fiori di pesco   |
| II                                         | Comparata CANTO Torna a casa | Comparata CANTO Torna a casa |
| VITTORIA                                   | ELISABETTA                   | ARIANNA                      |

#### Day-time
Nel day-time di lunedì 1º febbraio si prosegue con la prova di mantenimento dei banchi di Ibla, Esa ed Evandro.
| Allievo | Esibizione                | Team di appartenenza | Esito             |
| ------- | ------------------------- | -------------------- | ----------------- |
| IBLA    | Libertad (inedito)        | R. Zerbi             | Mantiene il banco |
| ESA     | Dimmi (inedito)           | R. Zerbi             | Mantiene il banco |
| EVANDRO | Knockin' on heaven's door | A. Pettinelli        | Mantiene il banco |

### Settimana 11

#### 11ª puntata
Ospiti: The Kolors, Rita Pivano
La puntata di sabato 6 febbraio si apre con la prova di mantenimento dei banchi, sostenuta da tutti gli allievi.
| Allievo/a   | Esibizione                     | Team di appartenenza | Esito             | Note                       |
| ----------- | ------------------------------ | -------------------- | ----------------- | -------------------------- |
| GIULIA      | Carina                         | V. Peparini          | Mantiene il banco | –                          |
| RAFFAELE    | Lonely                         | Arisa                | Mantiene il banco | –                          |
| RAFFAELE    | Hero                           | Arisa                | Mantiene il banco | [ N 56 ] [ N 57 ]          |
| ALESSANDRO  | Balla balla ballerino          | L. Cuccarini         | Mantiene il banco | –                          |
| SANGIOVANNI | Primavera                      | R. Zerbi             | Mantiene il banco | –                          |
| MARTINA     | Magalenha                      | L. Cuccarini         | Mantiene il banco | –                          |
| MARTINA     | Consolazione                   | L. Cuccarini         | Mantiene il banco | [ N 58 ] [ N 57 ] [ N 59 ] |
| TOMMASO     | I've got you under my skin     | A. Celentano         | Mantiene il banco | [ N 60 ]                   |
| SAMUELE     | Venere e Marte                 | V. Peparini          | Mantiene il banco | –                          |
| SAMUELE     | Hotel Malinconia               | V. Peparini          | Mantiene il banco | [ N 52 ] [ N 61 ] [ N 57 ] |
| LEONARDO    | Il Natale e l'estate (inedito) | R. Zerbi             | Mantiene il banco | [ N 27 ]                   |
| LEONARDO    | L'estate addosso               | R. Zerbi             | Giudizio sospeso  | [ N 57 ] [ N 62 ]          |
| DEDDY       | Eccoti                         | R. Zerbi             | Mantiene il banco | –                          |
| IBLA        | Don Raffaè                     | R. Zerbi             | Mantiene il banco | –                          |

Si prosegue svolgendo la sfida per sostituzione di Esa richiesta da Anna Pettinelli.
| PROVA                             | ESA             | ALIPERTI       |
| Commissario esterno: Luca Dondoni |                 |                |
| I                                 | Dimmi (inedito) | Fard (inedito) |
| VITTORIA                          | ESA             | ALIPERTI       |

Si prosegue svolgendo la sfida per sostituzione di Evandro richiesta da Arisa.
| PROVA                             | EVANDRO               | TANCREDI                 |
| Commissario esterno: Luca Dondoni |                       |                          |
| I                                 | Guacamole (inedito)   | Fuori di testa (inedito) |
| II                                | Roma centro (inedito) | Las Vegas (inedito)      |
| VITTORIA                          | TANCREDI              | EVANDRO                  |

#### Day-time
Nel day-time di lunedì 8 febbraio Aka7even, Enula ed Elisabetta sostengono la prova di mantenimento del banco.
| Allievo/a  | Esibizione                 | Team di appartenenza | Esito             |
| ---------- | -------------------------- | -------------------- | ----------------- |
| AKA7EVEN   | Seven nation army          | A. Pettinelli        | Mantiene il banco |
| ENULA      | Gabriel                    | R. Zerbi             | Mantiene il banco |
| ELISABETTA | Nessuno vuole essere Robin | Arisa                | Mantiene il banco |

Nel day-time di martedì 9 febbraio si esibisce una ballerina di nome Serena, per la quale la maestra A. Celentano richiede alla produzione un banco. Successivamente, la produzione chiede agli allievi se vorrebbero assegnare un banco a Serena, escludendo così la possibilità della sfida. Per maggioranza, su un totale di 8 si e 6 no, Serena entra ufficialmente nella scuola. 
La stessa A. Celentano dopo aver valutato anche per una ipotetica sfida contro Rosa o/e Martina decide di darle direttamente il banco.
| Allieva | Esibizione        | Candidata per il team | Esito            |
| ------- | ----------------- | --------------------- | ---------------- |
| SERENA  | Habanera (Carmen) | A. Celentano          | Ottiene il banco |

Successivamente nel day-time di venerdì 12 febbraio Arisa sostituisce il banco della sua allieva Elisabetta, in quanto non la ritiene pronta per il serale. Richiede, però, alla produzione di ammettere il banco di Elisabetta per l'anno successivo. La sostituzione avviene con una cantante di nome Gaia, che nel day-time di giovedì 11 si esibisce ai casting.
| Allieva    | Team di appartenenza | Esito      |
| ---------- | -------------------- | ---------- |
| ELISABETTA | Arisa                | Sostituita |
| ELISABETTA | Arisa                | Eliminata  |

| Allieva | Esibizione             | Candidata per il team | Esito            |
| ------- | ---------------------- | --------------------- | ---------------- |
| GAIA    | Hearts ain't gonna lie | Arisa                 | Ottiene il banco |

### Settimana 12

#### 12ª puntata
Ospiti: Rocco Hunt e Ana Mena, Michele Merola
La puntata del 13 febbraio si apre con l'assenza in studio del professore Rudy Zerbi e che quindi giudicherà gli allievi da casa sua.
Da questa puntata inizia la corsa al serale e a differenza delle passate edizioni, quest'anno vengono consegnate le felpe (oro e non più verdi) a tutti i concorrenti. Questo perché, non essendoci più un numero limitato di posti per l'accesso, gli allievi fino all'ultima puntata del pomeridiano dovranno confermare, sempre sotto giudizio del loro professore di riferimento, il loro accesso al serale.
Successivamente viene mostrata per la prima volta ai ragazzi una compilation contenente un inedito per cantante, intitolato Amici Bro, disponibile su Amazon e autografato da ognuno di loro.
A due ore dall'annuncio il CD termina le copie e viene messo così in ristampa.
Si prosegue, poi, con la conferma delle felpe per l'accesso al serale.
| Allievo/a   | Esibizione                                   | Team di appartenenza | Esito                             | Note     |
| ----------- | -------------------------------------------- | -------------------- | --------------------------------- | -------- |
| MARTINA     | Haunted                                      | L. Cuccarini         | Continua la corsa verso il serale | [ N 27 ] |
| MARTINA     | Via con me                                   | L. Cuccarini         | Continua la corsa verso il serale | [ N 63 ] |
| TOMMASO     | Aroul                                        | A. Celentano         | Continua la corsa verso il serale | –        |
| TANCREDI    | Las Vegas (inedito)                          | Arisa                | Continua la corsa verso il serale | –        |
| ALESSANDRO  | The Phoenix                                  | L. Cuccarini         | Continua la corsa verso il serale | [ N 64 ] |
| ALESSANDRO  | Enjoy the silence                            | L. Cuccarini         | Continua la corsa verso il serale | [ N 65 ] |
| ESA         | How to save a life                           | R. Zerbi             | Continua la corsa verso il serale | –        |
| SANGIOVANNI | Tutta la notte (inedito)                     | R. Zerbi             | Continua la corsa verso il serale | –        |
| ROSA        | Mil pasos                                    | L. Cuccarini         | Continua la corsa verso il serale | [ N 51 ] |
| IBLA        | Generale                                     | R. Zerbi             | Continua la corsa verso il serale | –        |
| SAMUELE     | Baby                                         | V. Peparini          | Continua la corsa verso il serale | –        |
| DEDDY       | Ancora in due (inedito)                      | R. Zerbi             | Continua la corsa verso il serale | –        |
| GIULIA      | Night of the dancing queen                   | V. Peparini          | Continua la corsa verso il serale | –        |
| LEONARDO    | Medley A mano a mano / Che vita meravigliosa | R. Zerbi             | Continua la corsa verso il serale | [ N 66 ] |

#### Day-time
Nel day-time di lunedì 15 febbraio Aka7even, Enula, Serena, Gaia e Raffaele sostengono la prova di conferma per l'accesso al serale.
| Allievo/a | Esibizione           | Team di appartenenza | Esito                       |
| --------- | -------------------- | -------------------- | --------------------------- |
| AKA7EVEN  | Mi manchi (inedito)  | A. Pettinelli        | Continua la corsa al serale |
| ENULA     | Con(torta) (inedito) | R. Zerbi             | Continua la corsa al serale |
| SERENA    | The princess         | A. Celentano         | Continua la corsa al serale |
| GAIA      | I have nothing       | Arisa                | Continua la corsa al serale |
| RAFFAELE  | She's the one        | Arisa                | Continua la corsa al serale |

Classifica interna ballo con i professori
Nel day-time di martedì 16 febbraio ai ballerini viene chiesto di eseguire una coreografia studiata durante il loro percorso nella scuola di Amici. Questa esibizione verrà valutata da tutti i professori di categoria, con una valutazione da 0 a 10 e in seguito permetterà di stilare una classifica come ulteriore elemento valutativo in vista del serale.
| Allievo/a  | Esibizione                        | Team di appartenenza | Voti dei Professori | Voti dei Professori | Voti dei Professori | Esito | Esito                   |
| Allievo/a  | Esibizione                        | Team di appartenenza | A. Celentano        | L. Cuccarini        | V. Peparini         | Media | Posizione in classifica |
| ---------- | --------------------------------- | -------------------- | ------------------- | ------------------- | ------------------- | ----- | ----------------------- |
| GIULIA     | Bagdad                            | V. Peparini          | 7.5                 | 9                   | 9.5                 | 8.66  | 1º                      |
| SAMUELE    | If the car beside you moves ahead | V. Peparini          | 7.5                 | 8.5                 | 10                  | 8.66  | 1º                      |
| ALESSANDRO | My way                            | L. Cuccarini         | 7                   | 9                   | 8                   | 8     | 2º                      |
| TOMMASO    | Survivor                          | A. Celentano         | 7.5                 | 8                   | 7.5                 | 7.66  | 3º                      |
| SERENA     | Sleeping with the one I love      | A. Celentano         | 7.5                 | 7                   | 7                   | 7.33  | 4º                      |
| ROSA       | Concedimi                         | L. Cuccarini         | 4.5                 | 8                   | 8                   | 6.83  | 5º                      |
| MARTINA    | Malo                              | L. Cuccarini         | 3.5                 | 7.5                 | 6                   | 5.66  | 6º                      |

Classifica interna canto con i professori
Nel day-time di mercoledì 17 febbraio i cantanti, così come i ballerini, sostengono una verifica su una cover studiata durante il loro percorso nella scuola di Amici. Questa esibizione verrà valutata da tutti i professori di categoria, con una valutazione da 0 a 10 e in seguito permetterà di stilare una classifica come ulteriore elemento valutativo in vista del serale.
| Allievo/a   | Cover                | Team di appartenenza | Voti dei Professori | Voti dei Professori | Voti dei Professori | Esito | Esito                   |
| Allievo/a   | Cover                | Team di appartenenza | R. Zerbi            | Arisa               | A. Pettinelli       | Media | Posizione in classifica |
| ----------- | -------------------- | -------------------- | ------------------- | ------------------- | ------------------- | ----- | ----------------------- |
| ENULA       | Vedrai, vedrai       | R. Zerbi             | 10                  | 10                  | 8                   | 9.33  | 1°                      |
| AKA7EVEN    | La cura              | A. Pettinelli        | 6                   | 9                   | 10                  | 8.33  | 2°                      |
| IBLA        | Malo                 | R. Zerbi             | 8                   | 9                   | 7                   | 8     | 3°                      |
| SANGIOVANNI | Stand by me          | R. Zerbi             | 10                  | 7                   | 7                   | 8     | 3°                      |
| ESA         | Papaoutai            | R. Zerbi             | 7                   | 10                  | 5                   | 7.33  | 4°                      |
| RAFFAELE    | That's what i like   | Arisa                | 5                   | 10                  | 6                   | 7     | 5°                      |
| DEDDY       | Difendimi per sempre | R. Zerbi             | 8                   | 7                   | 6                   | 7     | 5°                      |
| GAIA        | Versace on the floor | Arisa                | 3                   | 8                   | 7                   | 6     | 6°                      |
| LEONARDO    | Sei nell'anima       | R. Zerbi             | 8                   | 6                   | 4                   | 6     | 6°                      |
| TANCREDI    | La mia signorina     | Arisa                | 7                   | 8                   | 2                   | 5.66  | 7°                      |

Nel day-time di venerdì 19 febbraio, R. Zerbi, dopo un secondo confronto con Ibla, le comunica di volerla lasciare perseguire il suo percorso con Arisa o A. Pettinelli (a scelta della stessa allieva), qualora una delle due, o entrambe la volessero nel proprio team. Dopo aver sentito il parere delle due professoresse, Ibla decide di continuare il suo percorso ad Amici con Arisa.
| Allieva | Team di appartenenza | Esito          | Nuovo team di appartenenza |
| ------- | -------------------- | -------------- | -------------------------- |
| IBLA    | Rudy Zerbi           | Cambio di team | Arisa                      |

### Settimana 13

#### 13ª puntata
Ospiti: Alberto Urso, Raffaella Misiti
La puntata si apre con il ritorno in studio del professore Rudy Zerbi. 
Successivamente viene annunciato che le copie dell'album Amici Bro (in ristampa) non saranno più autografate da ognuno dei cantanti ma verranno sostituite da un biglietto per l'incontro Meet&Greet, online, martedì 9 marzo dove i fan potranno parlare con loro.
Si procede con la conferma delle felpe per l'accesso al serale.
| Allievo/a  | Esibizione            | Team di appartenenza | Esito                             | Note     |
| ---------- | --------------------- | -------------------- | --------------------------------- | -------- |
| GIULIA     | Savage                | V. Peparini          | Continua la corsa verso il serale | [ N 27 ] |
| GIULIA     | Que no salga la luna  | V. Peparini          | Continua la corsa verso il serale | [ N 67 ] |
| MARTINA    | Jailhouse rock        | L. Cuccarini         | Giudizio sospeso                  | –        |
| TANCREDI   | Las Vegas (inedito)   | Arisa                | Continua la corsa verso il serale | –        |
| ROSA       | Anche un uomo         | L. Cuccarini         | Continua la corsa verso il serale | [ N 63 ] |
| GAIA       | Lady Marmalade        | Arisa                | Continua la corsa verso il serale | –        |
| SAMUELE    | Alors on danse        | V. Peparini          | Continua la corsa verso il serale | –        |
| RAFFAELE   | Tasto reset (inedito) | Arisa                | Continua la corsa verso il serale | –        |
| ALESSANDRO | Il conforto           | L. Cuccarini         | Continua la corsa verso il serale | [ N 68 ] |
| TOMMASO    | Rock your body        | A. Celentano         | Continua la corsa verso il serale | –        |
| AKA7EVEN   | Mi manchi (inedito)   | A. Pettinelli        | Continua la corsa verso il serale | –        |

Si prosegue con la sfida per sostituzione di Leonardo richiesta da Anna Pettinelli.
| PROVA                               | LEONARDO         | SERGIO                        |
| Commissario esterno: Charlie Rapino |                  |                               |
| I                                   | Orione (inedito) | Rosso alla roulette (inedito) |
| VITTORIA                            | LEONARDO         | SERGIO                        |

#### Day-time
Nel day-time di lunedì 22 febbraio si procede con la conferma delle felpe per l'accesso al serale di Ibla, Serena, Deddy, Esa, Enula e Sangiovanni.
| Allievo/a   | Esibizione               | Team di appartenenza | Esito                             | Note     |
| ----------- | ------------------------ | -------------------- | --------------------------------- | -------- |
| IBLA        | No te gusta (inedito)    | Arisa                | Continua la corsa verso il serale | –        |
| SERENA      | Shallow                  | A. Celentano         | Continua la corsa verso il serale | [ N 63 ] |
| DEDDY       | Ancora in due (inedito)  | R. Zerbi             | Continua la corsa verso il serale | –        |
| DEDDY       | Acqua                    | R. Zerbi             | Continua la corsa verso il serale | [ N 70 ] |
| ESA         | Ci sto male (inedito)    | R. Zerbi             | Continua la corsa verso il serale | –        |
| ENULA       | Con(torta) (inedito)     | R. Zerbi             | Continua la corsa verso il serale | –        |
| SANGIOVANNI | Tutta la notte (inedito) | R. Zerbi             | Continua la corsa verso il serale | –        |
| SANGIOVANNI | Teorema                  | R. Zerbi             | Continua la corsa verso il serale | [ N 71 ] |

Classifica Radio di preferenza degli inediti
Per ognuno dei cantanti viene fatto ascoltare il loro nuovo inedito a 4 diverse radio, che dopo averli sentiti, li giudicano attraverso una valutazione o una posizione in classifica. Unendo i vari giudizi viene stilata una classifica totale di preferenza comunicata durante lo speciale del sabato e annessi day-time.
| Allievo/a   | Inedito        | Team di appartenenza | Giudizio delle Radio   | Giudizio delle Radio | Giudizio delle Radio | Esito in classifica |
| Allievo/a   | Inedito        | Team di appartenenza | RTL 102.5 + Radio Zeta | Radio Italia         | RDS                  | Esito in classifica |
| ----------- | -------------- | -------------------- | ---------------------- | -------------------- | -------------------- | ------------------- |
| TANCREDI    | Las Vegas      | Arisa                | 1º                     | 7                    | 8                    | 1º                  |
| DEDDY       | Ancora in due  | R. Zerbi             | 3º                     | 9                    | 6                    | 2º                  |
| ENULA       | Con(torta)     | R. Zerbi             | 1º                     | 6                    | 7                    | 3º                  |
| SANGIOVANNI | Tutta la notte | R. Zerbi             | 1º                     | 6                    | 7                    | 3º                  |
| AKA7EVEN    | Mi manchi      | A. Pettinelli        | 2º                     | 8                    | 5.5                  | 4º                  |
| IBLA        | No te gusta    | Arisa                | 3º                     | 6                    | 5.5                  | 5º                  |
| ESA         | Ci sto male    | R. Zerbi             | 4º                     | 7                    | 4.5                  | 6º                  |
| LEONARDO    | Orione         | R. Zerbi             | 2º                     | 6                    | 4                    | 7º                  |
| RAFFAELE    | Tasto reset    | Arisa                | 3º                     | 6                    | 3                    | 8º                  |

Classifica di Linus
Nel day-time di mercoledì 24 febbraio viene chiesto al direttore artistico di Radio Deejay, Linus, di valutare i cantanti su una cover a loro scelta, permettendo così di stilare una classifica.
| Allievo/a   | Cover                                       | Team di appartenenza | Giudizio di Linus | Esito in classifica |
| ----------- | ------------------------------------------- | -------------------- | ----------------- | ------------------- |
| ENULA       | Gabriel                                     | R. Zerbi             | 9                 | 1º                  |
| IBLA        | Don Raffaè                                  | Arisa                | 9                 | 1º                  |
| RAFFAELE    | Pookie                                      | Arisa                | 8                 | 2º                  |
| SANGIOVANNI | Vita spericolata                            | R. Zerbi             | 8                 | 2º                  |
| GAIA        | Di sole e d'azzurro                         | Arisa                | 8                 | 2º                  |
| LEONARDO    | Sempre e per sempre                         | R. Zerbi             | 7                 | 3º                  |
| ESA         | Faccio un casino                            | R. Zerbi             | 7                 | 3º                  |
| DEDDY       | Sono un bravo ragazzo un po' fuori di testa | R. Zerbi             | 7                 | 3º                  |
| AKA7EVEN    | Dusk till dawn                              | A. Pettinelli        | 7                 | 3º                  |
| TANCREDI    | Stressed out                                | Arisa                | 5                 | 4º                  |

Classifica commissari esterni di ballo
Sempre nel day-time di mercoledì 24 febbraio viene chiesto a tre esperti di ballo (Garrison, Emanuel Lo e Francesca Bernabini) di valutare delle coreografie, a scelta dei ballerini della scuola, e di stilare una classifica.
| Allievo/a  | Esibizione                     | Team di appartenenza | Voti dei commissari esterni | Voti dei commissari esterni | Voti dei commissari esterni | Esito | Esito                   |
| Allievo/a  | Esibizione                     | Team di appartenenza | Francesca Bernabini         | Garrison                    | Emanuel Lo                  | Media | Posizione in classifica |
| ---------- | ------------------------------ | -------------------- | --------------------------- | --------------------------- | --------------------------- | ----- | ----------------------- |
| SAMUELE    | I am a poor wayfaring stranger | V. Peparini          | 9                           | 8                           | 9.25                        | 8.75  | 1º                      |
| GIULIA     | Labyrinth                      | V. Peparini          | 8.5                         | 8                           | 9                           | 8.5   | 2º                      |
| ALESSANDRO | Les bourgeois                  | L. Cuccarini         | 9.5                         | 7.5                         | 8                           | 8.33  | 3º                      |
| TOMMASO    | Heart of glass                 | A. Celentano         | 9                           | 9                           | 7                           | 8.33  | 3º                      |
| ROSA       | Tu t'é scurdat' 'e me          | L. Cuccarini         | 8                           | 8                           | 6.5                         | 7.5   | 4º                      |
| SERENA     | Habanera (Carmen)              | A. Celentano         | 8                           | 6                           | 6.25                        | 6.75  | 5º                      |
| MARTINA    | J'y suis jamais allé           | L. Cuccarini         | 5                           | 6                           | 6                           | 5.66  | 6º                      |

### Settimana 14

#### 14ª puntata
Ospite: B3N
La puntata inizia con la conferma delle felpe per l'accesso al serale.
| Allievo/a | Esibizione                    | Team di appartenenza | Esito                             | Note     |
| --------- | ----------------------------- | -------------------- | --------------------------------- | -------- |
| SERENA    | Deja vu                       | A. Celentano         | Continua la corsa verso il serale | [ N 27 ] |
| SERENA    | Drugs                         | A. Celentano         | Continua la corsa verso il serale | –        |
| TANCREDI  | Lose yourself                 | Arisa                | Continua la corsa verso il serale | –        |
| ROSA      | Breathe                       | L. Cuccarini         | Continua la corsa verso il serale | [ N 63 ] |
| RAFFAELE  | Ti ho voluto bene veramente   | Arisa                | Continua la corsa verso il serale | –        |
| GIULIA    | Guarda che luna               | V. Peparini          | Continua la corsa verso il serale | –        |
| ESA       | Let her go                    | R. Zerbi             | Continua la corsa verso il serale | –        |
| MARTINA   | Born to Hand Jive             | L. Cuccarini         | Giudizio sospeso                  | [ N 63 ] |
| GAIA      | Perfect                       | Arisa                | Continua la corsa verso il serale | –        |
| TOMMASO   | Aqua Vitae                    | A. Celentano         | Continua la corsa verso il serale | [ N 72 ] |
| SAMUELE   | The sound of silence          | V. Peparini          | Continua la corsa verso il serale | –        |
| AKA7EVEN  | Don't stop til you get enough | A. Pettinelli        | Continua la corsa verso il serale | –        |
| IBLA      | Sognami                       | Arisa                | Continua la corsa verso il serale | –        |

#### Day-time
Nel day-time di lunedì 1º marzo si procede con la conferma delle felpe (sospese), per l'accesso al serale di Alessandro, Enula, Sangiovanni, Deddy e Leonardo.
| Allievo/a   | Esibizione                    | Team di appartenenza | Esito                             |
| ----------- | ----------------------------- | -------------------- | --------------------------------- |
| ALESSANDRO  | ’A rumba de scugnizzi         | L. Cuccarini         | Continua la corsa verso il serale |
| ENULA       | Nothing compares 2 U          | R. Zerbi             | Continua la corsa verso il serale |
| SANGIOVANNI | (I can't get no) Satisfaction | R. Zerbi             | Continua la corsa verso il serale |
| DEDDY       | Unica                         | R. Zerbi             | Continua la corsa verso il serale |
| LEONARDO    | Un passo indietro             | R. Zerbi             | Continua la corsa verso il serale |

Classifica di Giorgia
Viene chiesto alla cantante Giorgia di stilare una classifica sulle cover presentate in puntata, già precedentemente ascoltate dalla cantante attraverso video preregistrati. La classifica che può essere utilizzata come ulteriore elemento valutativo per i professori, in vista del serale, viene comunicata nello speciale del sabato e negli annessi day-time.
| Allievo/a   | Cover                          | Team di appartenenza | Esito in classifica |
| ----------- | ------------------------------ | -------------------- | ------------------- |
| TANCREDI    | Lose yourself                  | Arisa                | 1º                  |
| ENULA       | Nothing compares 2 U           | R. Zerbi             | 2º                  |
| IBLA        | Sognami                        | Arisa                | 3º                  |
| SANGIOVANNI | (I can't get no) Satisfaction  | R. Zerbi             | 4º                  |
| GAIA        | Perfect                        | Arisa                | 5º                  |
| ESA         | Let her go                     | R. Zerbi             | 6º                  |
| LEONARDO    | Un passo indietro              | R. Zerbi             | 7º                  |
| AKA7EVEN    | Don't stop ‘til you get enough | A. Pettinelli        | 8º                  |
| RAFFAELE    | Ti ho voluto bene veramente    | Arisa                | 9º                  |
| DEDDY       | Unica                          | R. Zerbi             | 10º                 |

Classifica delle case discografiche
Viene chiesto a diverse case discografiche, le quali BMG, Carosello, Garrincha, Island, Maciste, Polydor, Sony Music, Sugar, Virgin Records, Woodward di stilare una personale classifica sugli inediti presentati dai ragazzi dall'ingresso nella scuola ad oggi. La classifica, usata come ulteriore elemento valutativo per i professori, viene comunicata nello speciale del sabato e negli annessi day-time.
| Allievo/a   | Team di appartenenza | Voti delle case discografiche | Voti delle case discografiche | Voti delle case discografiche | Voti delle case discografiche | Voti delle case discografiche | Voti delle case discografiche | Voti delle case discografiche | Voti delle case discografiche | Voti delle case discografiche | Voti delle case discografiche | Voti delle case discografiche | Voti delle case discografiche | Voti delle case discografiche | Esito | Esito                   |
| Allievo/a   | Team di appartenenza | BMG                           | Sony                          | Virgin                        | Sugar                         | Mescal                        | Woodworm                      | Carosello                     | Island                        | Polydor                       | Warner                        | Garrincha                     | Metatron                      | Maciste                       | Media | Posizione in classifica |
| ----------- | -------------------- | ----------------------------- | ----------------------------- | ----------------------------- | ----------------------------- | ----------------------------- | ----------------------------- | ----------------------------- | ----------------------------- | ----------------------------- | ----------------------------- | ----------------------------- | ----------------------------- | ----------------------------- | ----- | ----------------------- |
| ENULA       | R. Zerbi             | 9                             | 7                             | 10                            | 7                             | 7                             | 9                             | 10                            | 10                            | 8                             | 7.5                           | 9                             | 6.5                           | 8                             | 8.3   | 1°                      |
| SANGIOVANNI | R. Zerbi             | 8                             | 9                             | 9                             | 10                            | 9                             | 8                             | 9                             | 8                             | 9                             | 9                             | 5                             | 6                             | 8                             | 8.23  | 2°                      |
| TANCREDI    | Arisa                | 8                             | 8                             | 7                             | 7                             | 9                             | 8                             | 4                             | 6                             | 10                            | 9                             | 6                             | 8                             | 8                             | 7.53  | 3°                      |
| DEDDY       | R. Zerbi             | 7                             | 7.5                           | 9                             | 6.5                           | 8                             | 7                             | 3                             | 6                             | 7                             | 8.5                           | 8                             | 6                             | 7                             | 6.96  | 4°                      |
| AKA7EVEN    | A. Pettinelli        | 7.5                           | 7.5                           | 6                             | 7                             | 8                             | 8                             | 2                             | 7                             | 7                             | 8                             | 8                             | 7.5                           | 6                             | 6.88  | 5°                      |
| LEONARDO    | R. Zerbi             | 7                             | 6                             | 8                             | 6                             | 10                            | 7                             | 2                             | 6                             | 6.5                           | 6                             | 7                             | 6.5                           | 7                             | 6.53  | 6°                      |
| RAFFAELE    | Arisa                | 5                             | 5                             | 6                             | 6                             | 7                             | 6                             | 2                             | 4                             | 6                             | 6                             | 6                             | 7                             | 6                             | 5.53  | 7°                      |
| ESA         | R. Zerbi             | 6                             | 5                             | 7                             | 6                             | 6                             | 6                             | 2                             | 4                             | 6.5                           | 6                             | 6                             | 5                             | 6.5                           | 5.53  | 7°                      |
| IBLA        | Arisa                | 7                             | 5                             | 6                             | 7                             | 5                             | 5                             | 2                             | 4                             | 6.5                           | 6                             | 5                             | 5                             | 8                             | 5.5   | 8°                      |

Classifica inediti di J-Ax
Nel day-time di martedì 2 marzo, viene chiesto al cantante J-Ax di stilare una classifica valutando gli inediti più recenti dei cantanti (esclusa Gaia in quanto senza inedito) che serve come elemento valutativo per i professori in vista del serale.
| Allievo/a   | Inedito        | Team di appartenenza | Esito in classifica |
| ----------- | -------------- | -------------------- | ------------------- |
| ENULA       | Con(torta)     | R. Zerbi             | 1º                  |
| LEONARDO    | Orione         | R. Zerbi             | 2º                  |
| RAFFAELE    | Tasto reset    | Arisa                | 3º                  |
| SANGIOVANNI | Tutta la notte | R. Zerbi             | 4º                  |
| ESA         | Ci sto male    | R. Zerbi             | 5º                  |
| AKA7EVEN    | Mi manchi      | A. Pettinelli        | 6º                  |
| DEDDY       | Ancora in due  | R. Zerbi             | 7º                  |
| TANCREDI    | Las Vegas      | Arisa                | 8º                  |
| IBLA        | No te gusta    | Arisa                | 9°                  |

Classifica di David Parsons
Nel day-time di mercoledì 3 marzo, viene chiesto al coreografo americano David Parsons, di giudicare tutti i ballerini su una prova di improvvisazione, con lo scopo di dimostrare tre doti diverse sulla base di tre brani differenti per ognuno degli allievi. Al termine viene chiesto di stilare una classifica, che potrà essere utilizzata successivamente come ulteriore parametro di giudizio in vista del serale. 
| Allievo/a  | Improvvisazione                                                 | Team di appartenenza | Esito in classifica |
| ---------- | --------------------------------------------------------------- | -------------------- | ------------------- |
| SAMUELE    | Fade out lines / Sinnerman / Pregherò                           | V. Peparini          | 1º                  |
| ALESSANDRO | Be mine / Viva la vida / Innuendo                               | L. Cuccarini         | 2º                  |
| SERENA     | It's a man's man's man's world / Alive / Buongiorno Principessa | A. Celentano         | 3º                  |
| MARTINA    | Besame mucho / On the floor / The boy does nothing              | L. Cuccarini         | 3º                  |
| TOMMASO    | The way you make me feel / Formidable / You & me                | A. Celentano         | 4º                  |
| ROSA       | Fever / Rolling in the deep / Albachiara                        | L. Cuccarini         | 4º                  |
| GIULIA     | Crazy in love / Make me / Little talks                          | V. Peparini          | 5º                  |

Classifica interna dei ragazzi
Nel day-time di venerdì 5 marzo a seguito della proposta di Rudy Zerbi di mandare direttamente al serale i primi tre classificati, risultati dalla media eseguita su tutte le classifiche fatte finora, ed eliminare gli ultimi due classificati, i ragazzi, invece, fanno una controproposta che non viene accettata dal professore. Quindi lo stesso Rudy Zerbi chiede ad ognuno dei ragazzi di fare sei nomi che per secondo loro meritano di andare al serale con (anche) la possibilità di autovotarsi.
| Allievo/a   | Team di appartenenza | Allievi/e che lo/a vogliono al serale | Esito in classifica |
| ----------- | -------------------- | ------------------------------------- | ------------------- |
| AKA7EVEN    | A. Pettinelli        | 10                                    | 1º                  |
| ENULA       | R. Zerbi             | 10                                    | 1º                  |
| SANGIOVANNI | R. Zerbi             | 10                                    | 1º                  |
| LEONARDO    | R. Zerbi             | 7                                     | 2º                  |
| RAFFAELE    | Arisa                | 7                                     | 2º                  |
| TANCREDI    | Arisa                | 7                                     | 2º                  |
| IBLA        | Arisa                | 4                                     | 3º                  |
| DEDDY       | R. Zerbi             | 3                                     | 4º                  |
| GAIA        | Arisa                | 1                                     | 5º                  |
| ESA         | R. Zerbi             | 1                                     | 5º                  |

### Settimana 15

#### 15ª puntata
Ospiti: Giuliano Peparini, Il Tre
La puntata si apre con l'assenza in studio di Arisa, perché impegnata con il Festival di Sanremo 2021, per cui valuterà gli allievi in collegamento da Sanremo.
In seguito Martina, allieva di L. Cuccarini, sostiene la prova di riconquista della felpa precedentemente sospesa.
| Allieva | Esibizione                        | Team di appartenenza | Esito                             | Note     |
| ------- | --------------------------------- | -------------------- | --------------------------------- | -------- |
| MARTINA | Supercalifragilistichespiralidoso | L. Cuccarini         | Continua la corsa verso il serale | [ N 73 ] |

Successivamente viene comunicato ai cantanti che è stata generata un'ulteriore classifica, nonché unione delle classifiche precedenti, che permetterà ai primi tre l'accesso diretto al serale. Ognuno dei cantanti al termine di ogni esibizione scopre se risulta tra le prime tre posizioni o se continua la corsa al serale.
| Allievo/a   | Inedito                | Team di appartenenza | Esito                             | Esito                             | Note     |
| Allievo/a   | Inedito                | Team di appartenenza | Posizione in classifica           | Interno                           | Note     |
| ----------- | ---------------------- | -------------------- | --------------------------------- | --------------------------------- | -------- |
| AKA7EVEN    | Mi manchi              | A. Pettinelli        | Continua la corsa verso il serale | Continua la corsa verso il serale | –        |
| GAIA        | Forse neanche un bacio | Arisa                | 3º                                | Accede al serale                  | –        |
| TANCREDI    | Fuori di testa         | Arisa                | Continua la corsa verso il serale | Continua la corsa verso il serale | –        |
| RAFFAELE    | Tasto reset            | Arisa                | Continua la corsa verso il serale | Continua la corsa verso il serale | –        |
| LEONARDO    | Orione                 | R. Zerbi             | Continua la corsa verso il serale | Continua la corsa verso il serale | –        |
| SANGIOVANNI | Lady                   | R. Zerbi             | 2º                                | Accede al serale                  | [ N 27 ] |
| SANGIOVANNI | Tutta la notte         | R. Zerbi             | 2º                                | Accede al serale                  | –        |
| IBLA        | No te gusta            | Arisa                | Continua la corsa verso il serale | Continua la corsa verso il serale | –        |
| ESA         | Ci sto male            | R. Zerbi             | Continua la corsa verso il serale | Continua la corsa verso il serale | –        |
| DEDDY       | Ancora in due          | R. Zerbi             | Continua la corsa verso il serale | Continua la corsa verso il serale | –        |
| ENULA       | Con(torta)             | R. Zerbi             | 1º                                | Accede al serale                  | –        |

Successivamente i ballerini, invece, sostengono una prova davanti al regista e coreografo Giuliano Peparini, che dopo averli visti tutti esibire, stillerà una classifica e comunicherà l'esito (anche nell'annesso day-time) dal quale le prime due posizioni otterranno l'accesso diretto al serale.
| Allievo/a  | Coreografia                  | Team di appartenenza | Esito                             | Esito                             |
| Allievo/a  | Coreografia                  | Team di appartenenza | Posizione in classifica           | Interno                           |
| ---------- | ---------------------------- | -------------------- | --------------------------------- | --------------------------------- |
| SAMUELE    | Hotel Malinconia             | V. Peparini          | 1º                                | Accede al serale                  |
| ALESSANDRO | Les bourgeois                | L. Cuccarini         | Continua la corsa verso il serale | Continua la corsa verso il serale |
| MARTINA    | Jailhouse rock               | L. Cuccarini         | Continua la corsa verso il serale | Continua la corsa verso il serale |
| ROSA       | Sleeping with the one i love | L. Cuccarini         | 2º                                | Accede al serale                  |
| TOMMASO    | Heart of glass               | A. Celentano         | Continua la corsa verso il serale | Continua la corsa verso il serale |

#### Day-time
Nel day-time di lunedì 8 marzo Giulia e Serena sostengono la prova di possibile accesso diretto al serale.
| Allieva | Coreografia         | Team di appartenenza | Esito                             | Esito                             |
| Allieva | Coreografia         | Team di appartenenza | Posizione in classifica           | Interno                           |
| ------- | ------------------- | -------------------- | --------------------------------- | --------------------------------- |
| GIULIA  | Maleducata          | V. Peparini          | Continua la corsa verso il serale | Continua la corsa verso il serale |
| SERENA  | Rain on your parade | A. Celentano         | Continua la corsa verso il serale | Continua la corsa verso il serale |

Nel day-time di venerdì 12 marzo la professoressa A. Celentano convoca Serena per consegnarle direttamente la maglia per l'accesso al serale.
| Allieva | Coreografia         | Team di appartenenza | Esito            |
| ------- | ------------------- | -------------------- | ---------------- |
| SERENA  | Rain on your parade | A. Celentano         | Accede al serale |

### Settimana 16

#### 16ª puntata
Ospiti: Annalisa, Gaia, Stéphane Jarny, Cristian Lo Presti
La puntata si apre con il ritorno in studio di Arisa che propone il pezzo cantato a Sanremo Potevi fare di più.
Si procede con l'assegnazione definitiva delle maglie per il serale.
| Allievo/a   | Esibizione                       | Team di appartenenza | Esito            | Note     |
| ----------- | -------------------------------- | -------------------- | ---------------- | -------- |
| GIULIA      | Improvvisazione A Palé           | V. Peparini          | Accede al serale | [ N 27 ] |
| GIULIA      | Labyrinth                        | V. Peparini          | Accede al serale | –        |
| SAMUELE     | Nun c'ho niente                  | V. Peparini          | Già al serale    | –        |
| GAIA        | Forse neanche un bacio (inedito) | Arisa                | Già al serale    | –        |
| ROSA        | Sei perfetta                     | L. Cuccarini         | Già al serale    | –        |
| ALESSANDRO  | ’A rumba de scugnizzi            | L. Cuccarini         | Accede al serale | –        |
| SANGIOVANNI | Lady (inedito)                   | R. Zerbi             | Già al serale    | –        |
| ENULA       | Da sola (con me)... (inedito)    | R. Zerbi             | Già al serale    | –        |
| AKA7EVEN    | Mi manchi (inedito)              | A. Pettinelli        | Accede al serale | –        |
| DEDDY       | Dedicato a te                    | R. Zerbi             | Accede al serale | –        |
| DEDDY       | Acqua                            | R. Zerbi             | Accede al serale | –        |
| TOMMASO     | Duemila volte                    | A. Celentano         | Accede al serale | –        |
| TANCREDI    | Fuori di testa (inedito)         | Arisa                | Accede al serale | –        |
| MARTINA     | Shake your pom pom               | L. Cuccarini         | Accede al serale | –        |
| MARTINA     | Shake it off                     | L. Cuccarini         | Accede al serale | –        |

#### Day-time
Nei day-time di lunedì 15 marzo e martedì 16 marzo si procede con le ultime assegnazioni definitive delle maglie per il serale.
| Allievo/a | Esibizione               | Team di appartenenza | Esito            |
| --------- | ------------------------ | -------------------- | ---------------- |
| LEONARDO  | Sempre e per sempre      | R. Zerbi             | Accede al serale |
| RAFFAELE  | That’s what I like       | Arisa                | Accede al serale |
| RAFFAELE  | 7 vite (inedito)         | Arisa                | Accede al serale |
| ESA       | Baby can I hold you      | R. Zerbi             | Accede al serale |
| ESA       | I’m yours                | R. Zerbi             | Accede al serale |
| IBLA      | Baila                    | Arisa                | Accede al serale |
| IBLA      | Lontano da qui (inedito) | Arisa                | Accede al serale |
| SERENA    | The princess             | A. Celentano         | Già al serale    |

## Tabellone riassuntivo dei compiti settimanali assegnati
Legenda:
     Il compito viene accettato e svolto in puntata.
     Il/La professore/ssa non assegna compiti durante la settimana.
     Il compito viene assegnato dal/dalla proprio/a professore/ssa di riferimento e svolto in puntata.

### Ballo
| BALLO     | BALLO                  | BALLO               | BALLO               |
| Settimane | A. Celentano           | L. Cuccarini        | V. Peparini         |
| --------- | ---------------------- | ------------------- | ------------------- |
| 1         | Non assegna compiti    | Non assegna compiti | Non assegna compiti |
| 2         | Non assegna compiti    | Non assegna compiti | Non assegna compiti |
| 3         | Non assegna compiti    | Non assegna compiti | Non assegna compiti |
| 4         | Non assegna compiti    | Non assegna compiti | Non assegna compiti |
| 5         | Non assegna compiti    | Non assegna compiti | Non assegna compiti |
| 6         | Non assegna compiti    | Non assegna compiti | Non assegna compiti |
| 7         | Non assegna compiti    | Non assegna compiti | Non assegna compiti |
| 8         | Non assegna compiti    | Non assegna compiti | Non assegna compiti |
| 9         | Non assegna compiti    | Non assegna compiti | Non assegna compiti |
| 10        | Non assegna compiti    | Non assegna compiti | Non assegna compiti |
| 11        | Non assegna compiti    | Non assegna compiti | Non assegna compiti |
| 12        | ALESSANDRO The Phoenix | Non assegna compiti | Non assegna compiti |
| 13        | Non assegna compiti    | Non assegna compiti | Non assegna compiti |
| 14        | Non assegna compiti    | Non assegna compiti | Non assegna compiti |
| 15        | Non assegna compiti    | Non assegna compiti | Non assegna compiti |
| 16        | Non assegna compiti    | Non assegna compiti | Non assegna compiti |
| Totale    | 1                      | 0                   | 0                   |

### Canto
| CANTO     | CANTO                                                 | CANTO                                                 | CANTO               | CANTO               |
| Settimane | R. Zerbi                                              | R. Zerbi                                              | Arisa               | A. Pettinelli       |
| --------- | ----------------------------------------------------- | ----------------------------------------------------- | ------------------- | ------------------- |
| 1         | Non assegna compiti                                   | Non assegna compiti                                   | Non assegna compiti | Non assegna compiti |
| 2         | Non assegna compiti                                   | Non assegna compiti                                   | Non assegna compiti | Non assegna compiti |
| 3         | Non assegna compiti                                   | Non assegna compiti                                   | Non assegna compiti | Non assegna compiti |
| 4         | Non assegna compiti                                   | Non assegna compiti                                   | Non assegna compiti | Non assegna compiti |
| 5         | Non assegna compiti                                   | Non assegna compiti                                   | Non assegna compiti | Non assegna compiti |
| 6         | Non assegna compiti                                   | Non assegna compiti                                   | Non assegna compiti | Non assegna compiti |
| 7         | AKA7EVEN The way you make me feel                     | SANGIOVANNI Like a prayer                             | Non assegna compiti | Non assegna compiti |
| 8         | Non assegna compiti                                   | Non assegna compiti                                   | Non assegna compiti | Non assegna compiti |
| 9         | Non assegna compiti                                   | Non assegna compiti                                   | Non assegna compiti | Non assegna compiti |
| 10        | Non assegna compiti                                   | Non assegna compiti                                   | Non assegna compiti | Non assegna compiti |
| 11        | RAFFAELE Hero                                         | RAFFAELE Hero                                         | Non assegna compiti | Non assegna compiti |
| 12        | LEONARDO Medley A mano a mano / Che vita meravigliosa | LEONARDO Medley A mano a mano / Che vita meravigliosa | Non assegna compiti | Non assegna compiti |
| 13        | Non assegna compiti                                   | Non assegna compiti                                   | Non assegna compiti | Non assegna compiti |
| 14        | Non assegna compiti                                   | Non assegna compiti                                   | Non assegna compiti | Non assegna compiti |
| 15        | Non assegna compiti                                   | Non assegna compiti                                   | Non assegna compiti | Non assegna compiti |
| 16        | Non assegna compiti                                   | Non assegna compiti                                   | Non assegna compiti | Non assegna compiti |
| Totale    | 4                                                     | 4                                                     | 0                   | 0                   |

## Squadre del serale
Durante le puntate del day-time di martedì 16 marzo e mercoledì 17 marzo si formano le tre squadre del serale che saranno così suddivise:
| SQUADRA ZERBI-CELENTANO              | SQUADRA ZERBI-CELENTANO             |                         | SQUADRA ARISA-CUCCARINI     | SQUADRA ARISA-CUCCARINI     |              | SQUADRA PETTINELLI-PEPARINI           | SQUADRA PETTINELLI-PEPARINI           |
| Professori                           | Professori                          | Professori              | Professori                  | Professori                  | Professori   | Professori                            | Professori                            |
| ------------------------------------ | ----------------------------------- | ----------------------- | --------------------------- | --------------------------- | ------------ | ------------------------------------- | ------------------------------------- |
| - Rudy Zerbi - Alessandra Celentano  | - Rudy Zerbi - Alessandra Celentano |                         | - Arisa - Lorella Cuccarini | - Arisa - Lorella Cuccarini |              | - Anna Pettinelli - Veronica Peparini | - Anna Pettinelli - Veronica Peparini |
| Concorrenti                          |                                     |                         |                             |                             |              |                                       |                                       |
| Nome                                 | Disciplina                          |                         | Nome                        | Disciplina                  |              | Nome                                  | Disciplina                            |
| Sangiovanni (Damian Giovanni Pietro) | cantautorato/rap                    | Alessandro Cavallo      | classico                    | Giulia Stabile              | hip-pop      |                                       |                                       |
| Deddy (Dennis Rizzi)                 | cantautorato                        | Tancredi Cantù Rajnoldi | cantautorato                | Aka7even (Luca Marzano)     | cantautorato |                                       |                                       |
| Serena Marchese                      | ballo                               | Raffaele Renda          | cantautorato                | Samuele Barbetta            | ballo        |                                       |                                       |
| Enula Bareggi                        | cantautorato                        | Martina Miliddi         | latino                      |                             |              |                                       |                                       |
| Tommaso Stanzani                     | classico                            | Rosa Di Grazia          | ballo                       |                             |              |                                       |                                       |
| Leonardo Lamacchia                   | cantautorato                        | Ibla (Claudia Iacono)   | cantautorato                |                             |              |                                       |                                       |
| Esa Abrate                           | cantautorato                        | Gaia Di Fusco           | canto                       |                             |              |                                       |                                       |

## Inediti e certificazioni

### Inediti
| Allievo/a          | Inedito                | Pubblicazione    | Produttore                           |
| Primo giro         | Primo giro             | Primo giro       | Primo giro                           |
| ------------------ | ---------------------- | ---------------- | ------------------------------------ |
| SANGIOVANNI        | Guccy bag              | 15 dicembre 2020 | Bias                                 |
| LEONARDO           | Via Padova             | 15 dicembre 2020 | Michele Canova Iorfida               |
| DEDDY              | Il cielo contromano    | 22 dicembre 2020 | Michele Canova Iorfida               |
| RAFFAELE           | Senza love             | 22 dicembre 2020 | Gorbaciof                            |
| Secondo giro       |                        |                  |                                      |
| SANGIOVANNI        | Lady                   | 20 gennaio 2021  | Zef                                  |
| DEDDY              | Parole a caso          | 22 gennaio 2021  | Michele Canova Iorfida               |
| AKA7EVEN           | Yellow                 | 22 gennaio 2021  | Cosmophonix & Tony Mendel            |
| RAFFAELE           | Il sole alle finestre  | 22 gennaio 2021  | Gorbaciof                            |
| ENULA              | Auricolari             | 22 gennaio 2021  | Frenetik & Orang3                    |
| ESA                | Dimmi                  | 22 gennaio 2021  | Etta Matters & Pietro Cuniberti      |
| IBLA               | Libertad               | 22 gennaio 2021  | Carlo Avarello                       |
| LEONARDO           | Il Natale e l'estate   | 27 gennaio 2021  | Giordano Colombo                     |
| EVANDRO            | Guacamole              | 27 gennaio 2021  | Federico Nardelli                    |
| ARIANNA            | L'amore davvero        | 27 gennaio 2021  | Alessandro Forte                     |
| ZACCARIA X SAMUELE | Hotel Malinconia       | 6 febbraio 2021  | Michele Canova Iorfida               |
| Terzo giro         |                        |                  |                                      |
| TANCREDI           | Las Vegas              | 17 febbraio 2021 | Federico Nardelli & Giordano Colombo |
| SANGIOVANNI        | Tutta la notte         | 17 febbraio 2021 | DRD & Bias                           |
| ENULA              | Con(torta)             | 17 febbraio 2021 | Katoo                                |
| DEDDY              | Ancora in due          | 17 febbraio 2021 | Michele Canova Iorfida               |
| AKA7EVEN           | Mi manchi              | 24 febbraio 2021 | Cosmophonix                          |
| RAFFAELE           | Tasto reset            | 24 febbraio 2021 | Gorbaciof                            |
| LEONARDO           | Orione                 | 24 febbraio 2021 | Dorado Inc & Giordano Colombo        |
| ESA                | Ci sto male            | 24 febbraio 2021 | Etta Matters & Pietro Cuniberti      |
| IBLA               | No te gusta            | 24 febbraio 2021 | Mastiff Beat                         |
| Quarto giro        |                        |                  |                                      |
| SANGIOVANNI        | Hype                   | 28 marzo 2021    | Zef                                  |
| DEDDY              | 0 passi                | 28 marzo 2021    | Zef                                  |
| AKA7EVEN           | Mille parole           | 28 marzo 2021    | Cosmophonix                          |
| RAFFAELE           | 7 vite                 | 28 marzo 2021    | Gorbaciof                            |
| ENULA              | Da sola (con me)…      | 28 marzo 2021    | B-CROMA                              |
| LEONARDO           | Giganti                | 28 marzo 2021    | Giordano Colombo                     |
| TANCREDI           | Fuori di testa         | 28 marzo 2021    | Giordano Colombo                     |
| TANCREDI           | Fuori di testa         | 28 marzo 2021    | Federico Nardelli                    |
| IBLA               | Lontano da qui         | 28 marzo 2021    | Mastiff Beat                         |
| ESA                | Solo se ti va          | 28 marzo 2021    | D.Whale                              |
| GAIA               | Forse neanche un bacio | 28 marzo 2021    | Alessandro Forte                     |
| Quinto giro        |                        |                  |                                      |
| TANCREDI           | Leggi dell’universo    | 28 aprile 2021   | Federico Nardelli & Giordano Colombo |
| AKA7EVEN           | Loca                   | 14 maggio 2021   | Cosmophonix                          |
| SANGIOVANNI        | Malibu                 | 17 maggio 2021   | DRD                                  |

### Certificazioni
| Artista     | Singolo             | Certificazione FIMI | Certificazione FIMI |
| Artista     | Singolo             | Data                | Tipo di disco       |
| ----------- | ------------------- | ------------------- | ------------------- |
| SANGIOVANNI | Malibu              |                     |                     |
| SANGIOVANNI | Malibu              | 29 gennaio 2024     | 8xPlatino           |
| SANGIOVANNI | Malibu              | 11 ottobre 2021     | 7xPlatino           |
| SANGIOVANNI | Malibu              | 30 agosto 2021      | 6xPlatino           |
| SANGIOVANNI | Malibu              | 9 agosto 2021       | 5xPlatino           |
| SANGIOVANNI | Malibu              | 19 luglio 2021      | 4xPlatino           |
| SANGIOVANNI | Malibu              | 28 giugno 2021      | 3xPlatino           |
| SANGIOVANNI | Malibu              | 14 giugno 2021      | 2xPlatino           |
| SANGIOVANNI | Malibu              | 31 maggio 2021      | Platino             |
| SANGIOVANNI | Malibu              | 24 maggio 2021      | Oro                 |
| SANGIOVANNI | Lady                |                     |                     |
| SANGIOVANNI | Lady                | 23 agosto 2021      | 4xPlatino           |
| SANGIOVANNI | Lady                | 21 giugno 2021      | 3xPlatino           |
| SANGIOVANNI | Lady                | 17 maggio 2021      | 2xPlatino           |
| SANGIOVANNI | Lady                | 19 aprile 2021      | Platino             |
| SANGIOVANNI | Lady                | 8 marzo 2021        | Oro                 |
| AKA7EVEN    | Loca                |                     |                     |
| AKA7EVEN    | Loca                | 6 settembre 2021    | 3xPlatino           |
| AKA7EVEN    | Loca                | 19 luglio 2021      | 2xPlatino           |
| AKA7EVEN    | Loca                | 21 giugno 2021      | Platino             |
| AKA7EVEN    | Loca                | 7 giugno 2021       | Oro                 |
| AKA7EVEN    | Mi Manchi           |                     |                     |
| AKA7EVEN    | Mi Manchi           | 5 luglio 2021       | 2xPlatino           |
| AKA7EVEN    | Mi Manchi           | 10 maggio 2021      | Platino             |
| AKA7EVEN    | Mi Manchi           | 19 aprile 2021      | Oro                 |
| TANCREDI    | Las Vegas           |                     |                     |
| TANCREDI    | Las Vegas           | 4 settembre 2021    | 2xPlatino           |
| TANCREDI    | Las Vegas           | 14 giugno 2021      | Platino             |
| TANCREDI    | Las Vegas           | 24 maggio 2021      | Oro                 |
| DEDDY       | 0 Passi             |                     |                     |
| DEDDY       | 0 Passi             | 18 ottobre 2021     | 2xPlatino           |
| DEDDY       | 0 Passi             | 7 giugno 2021       | Platino             |
| DEDDY       | 0 Passi             | 17 maggio 2021      | Oro                 |
| SANGIOVANNI | Tutta la notte      |                     |                     |
| SANGIOVANNI | Tutta la notte      | 19 luglio 2021      | 2xPlatino           |
| SANGIOVANNI | Tutta la notte      | 19 aprile 2021      | Platino             |
| SANGIOVANNI | Tutta la notte      | 3 maggio 2021       | Oro                 |
| SANGIOVANNI | Guccy Bag           |                     |                     |
| SANGIOVANNI | Guccy Bag           | 2 novembre 2021     | Platino             |
| SANGIOVANNI | Guccy Bag           | 12 maggio 2021      | Oro                 |
| DEDDY       | Il cielo contromano |                     |                     |
| DEDDY       | Il cielo contromano | 26 luglio 2021      | Platino             |
| DEDDY       | Il cielo contromano | 10 maggio 2021      | Oro                 |
| SANGIOVANNI | Hype                | 7 giugno 2021       | Oro                 |
| DEDDY       | La prima estate     | 27 settembre 2021   | Oro                 |
| Artista     | EP                  | Certificazione FIMI | Certificazione FIMI |
| Artista     | EP                  | Data                | Tipo di disco       |
| SANGIOVANNI | Sangiovanni         |                     |                     |
| SANGIOVANNI | Sangiovanni         | 30 maggio 2022      | 4xPlatino           |
| SANGIOVANNI | Sangiovanni         | 27 settembre 2021   | 3xPlatino           |
| SANGIOVANNI | Sangiovanni         | 5 luglio 2021       | 2xPlatino           |
| SANGIOVANNI | Sangiovanni         | 31 maggio 2021      | Platino             |
| SANGIOVANNI | Sangiovanni         | 24 maggio 2021      | Oro                 |
| AKA7EVEN    | AKA7EVEN            |                     |                     |
| AKA7EVEN    | AKA7EVEN            | 6 settembre 2021    | Platino             |
| AKA7EVEN    | AKA7EVEN            | 21 giugno 2021      | Oro                 |
| DEDDY       | Il cielo contromano |                     |                     |
| DEDDY       | Il cielo contromano | 18 ottobre 2021     | Platino             |
| DEDDY       | Il cielo contromano | 14 giugno 2021      | Oro                 |

## Speciale - Natale con i tuoi... Amici
Dal 24 dicembre 2020 è disponibile, sulla piattaforma Witty TV, uno speciale natalizio condotto dal ballerino professionista Marcello Sacchetta dove i ragazzi, in assenza dei professori, si esibiscono a turno da soli o in duetti di ballo e canto per tenere compagnia al pubblico costretto a rimanere a casa per via della pandemia di COVID-19.
| Allievo     | Allievo     | Allievo     | Esibizioni                       |
| ----------- | ----------- | ----------- | -------------------------------- |
| SANGIOVANNI | SANGIOVANNI | ENULA       | You are not alone                |
| TOMMASO     | TOMMASO     | TOMMASO     | Tikibombom                       |
| TOMMASO     | TOMMASO     | TOMMASO     | 21 grammi                        |
| EVANDRO     | EVANDRO     | EVANDRO     | Guacamole (inedito)              |
| EVANDRO     | EVANDRO     | EVANDRO     | L'anno che verrà                 |
| KIKA        | KIKA        | KIKA        | Bang bang                        |
| KIKA        | KIKA        | KIKA        | E penso a te                     |
| ROSA        | ROSA        | RICCARDO    | Someone you loved                |
| ROSA        | ROSA        | –           | This is me                       |
| DEDDY       | DEDDY       | DEDDY       | Il cielo contromano (inedito)    |
| DEDDY       | DEDDY       | DEDDY       | Fiori di Chernobyl               |
| ESA         | AKA7EVEN    | ROSA        | Dimmi (inedito)                  |
| ESA         | –           | –           | Papaoutai                        |
| RICCARDO    | RICCARDO    | RICCARDO    | Djomb                            |
| RAFFAELE    | RAFFAELE    | AKA7EVEN    | Il sole alle finestre (inedito)  |
| RAFFAELE    | RAFFAELE    | SAMUELE     | Senza love (inedito)             |
| GIULIA      | GIULIA      | –           | Savage                           |
| GIULIA      | GIULIA      | SAMUELE     | La ragazza con il cuore di latta |
| LEONARDO    | LEONARDO    | –           | Via Padova (inedito)             |
| LEONARDO    | LEONARDO    | GIULIA      | Sei nell'anima                   |
| ARIANNA     | ARIANNA     | ARIANNA     | Scatola del cuore (inedito)      |
| ARIANNA     | ARIANNA     | ARIANNA     | Torna a casa                     |
| SAMUELE     | AKA7EVEN    | MARTINA     | La cura                          |
| –           | AKA7EVEN    | –           | Yellow (inedito)                 |
| MARTINA     | MARTINA     | MARTINA     | Malo                             |
| MARTINA     | MARTINA     | MARTINA     | Conga                            |
| ENULA       | ENULA       | ENULA       | Auricolari (inedito)             |
| SANGIOVANNI | SANGIOVANNI | SANGIOVANNI | Guccy bag (inedito)              |

## Curiosità
Alcuni concorrenti erano già più o meno conosciuti dal pubblico, ad esempio:
- AKA 7even, all'anagrafe Luca Marzano (Vico Equense, 23 ottobre 2000). Nel 2017 ha partecipato a X Factor, eliminato ai Bootcamp.
- Enula, all'anagrafe Enula Bareggi (Abbiategrasso, 10 giugno 1998). Nel 2011 ha partecipato alla terza edizione di Io canto.
- Esa Abrate (Lilla, 3 agosto 1998). Nel 2019 ha partecipato a Nuovi eroi in cui il Presidente della Repubblica Sergio Mattarella lo ha nominato Alfiere della Repubblica.
- Gaia Di Fusco (Caserta, 16 luglio 2001). Nel 2013 ha partecipato alla quarta edizione di Io canto. Nel 2019 e nel 2020 ha partecipato alla seconda edizione di All Together Now classificandosi terza.
- Giulia Stabile (Roma, 20 giugno 2002). Nel 2015 ha partecipato al programma come ballerina all'ottava edizione di Ti lascio una canzone, condotto da Antonella Clerici.
- Leonardo Lamacchia (Bari, 17 aprile 1994). Nel 2017 ha partecipato al Festival di Sanremo 2017 nella sezione Nuove Proposte, posizionandosi quarto.
- Raffaele Renda (Lamezia Terme, 1º aprile 2000). Nel 2018 ha partecipato alla prima edizione di Sanremo Young classificandosi secondo.
- Rosa Di Grazia (Napoli, 29 giugno 2000). Nel 2019 ha tentato di partecipare nella precedente edizione ma è stata scartata. L'anno successivo ha partecipato alla decima edizione di Italia's Got Talent come crew di Claudia Lawrence, terza classificata.
- Serena Marchese (Siracusa, 23 febbraio 2000). Ha partecipato a Domenica in su Rai 1 per alcune puntate e poi ha partecipato a Sicilia Cabaret su Rai 2.
- Tommaso Stanzani (Bologna, 21 marzo 2002). È campione europeo di pattinaggio artistico in coppia 2016 insieme a Micol Mills e si è classificato terzo al campionato italiano nella specialità del singolo. È il fratello del calciatore del Pontedera Leonardo Stanzani.

## Ascolti

### Pomeridiano
| Puntata                      | Messa in onda    | Telespettatori | Share  | Fonte  |
| ---------------------------- | ---------------- | -------------- | ------ | ------ |
| 1                            | 14 novembre 2020 | 3 452 000      | 20,54% | [ 9 ]  |
| 2                            | 21 novembre 2020 | 3 225 000      | 18,41% | [ 10 ] |
| 3                            | 28 novembre 2020 | 3 437 000      | 19,44% | [ 11 ] |
| 4                            | 5 dicembre 2020  | 3 235 000      | 18,91% | [ 12 ] |
| 5                            | 12 dicembre 2020 | 3 495 000      | 21,15% | [ 13 ] |
| 6                            | 19 dicembre 2020 | 3 261 000      | 20,76% | [ 14 ] |
| 7                            | 9 gennaio 2021   | 3 376 000      | 18,64% | [ 15 ] |
| 8                            | 16 gennaio 2021  | 3 225 000      | 20,51% | [ 16 ] |
| 9                            | 23 gennaio 2021  | 3 574 000      | 20,59% | [ 17 ] |
| 10                           | 30 gennaio 2021  | 3 445 000      | 21,04% | [ 18 ] |
| 11                           | 6 febbraio 2021  | 3 137 000      | 20,23% | [ 19 ] |
| 12                           | 13 febbraio 2021 | 3 534 000      | 20,51% | [ 20 ] |
| 13                           | 20 febbraio 2021 | 3 526 000      | 23,05% | [ 21 ] |
| 14                           | 27 febbraio 2021 | 3 421 000      | 23,26% | [ 22 ] |
| 15                           | 6 marzo 2021     | 3 624 000      | 22,06% | [ 23 ] |
| 16                           | 13 marzo 2021    | 3 522 000      | 23,28% | [ 24 ] |
| Media                        | Media            | 3 406 000      | 20,77% |        |
| Amici - Aspettando Il Serale | 20 marzo 2021    | 3 138 000      | 17,69% | [ 25 ] |